# Liste von Persönlichkeiten der Universität Rostock
Diese Liste von Persönlichkeiten der Universität Rostock enthält Hochschullehrer und Absolventen der Universität Rostock:

## 15. Jahrhundert

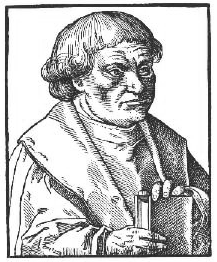
Albert Krantz, Gelehrter und Theologe, ab 1463 Studium und ab 1480 Professur in Rostock

- Heinrich III. von Wangelin (?–1429), Theologe, 1419–1429 Bischof im Bistum Schwerin, ab 1419 erster Kanzler der Universität Rostock
- Werner Wolmers (?–1473), Theologe, Studium in Rostock, Bischof von Schwerin
- Konrad Gesselen (1409–1469), Astronom, Mathematiker, Pfarrer, lehrte u. a. in Rostock
- Hans Teiste (* v. 1440 – ≈1505), Theologe, ab 1457 Studium in Rostock, 1474–1505 Bischof des Bistums Bjørgvin in Bergen (Norwegen)
- Albert Krantz (1448–1517), Gelehrter und Theologe, 1482/83 Rektor der Universität Rostock
- Conrad Celtis (1459–1508), Humanist und Dichter, lehrte Poetik an der Universität Rostock
- Barthold Moller (um 1460 – 1530), Theologe, Lektor der Theologie an der Universität, Dekan des Kollegiatstifts St. Jacobi in Rostock
- Nicolaus Marschalk (≈1465–1525), Philologe, Rechtswissenschaftler, Historiker und Humanist, ab 1510 an der Universität tätig
- Hermann von dem Busche (1468–1534), Humanist, 1501 an der Universität Rostock
- Olav Engelbrektsson (n. 1480– 538), Studium in Rostock, Theologe, letzter katholischer Erzbischof in Norwegen
- Rembertus Giltzheim (≈1485–1535), Mediziner, 1511 Magister, Professor in Rostock, 1515 Rektor
- Johann Oldendorp (≈1487–1567), Jurist und Reformator, studierte seit 1504 Rechtswissenschaft in Rostock, Köln und Bologna
- Ulrich von Hutten (1488–1523), Humanist, verfasste 1509 in Rostock sein erstes bedeutendes Werk
- Joachim Slüter (1490–1532), Theologe und Reformator, studierte an der Universität Rostock
- Olaus Magnus (1490–1557), schwedischer Theologe, Kartograf und Geograph, Studium in Rostock, 1544–1557 Bischof von Uppsala
- Valentin Curtius (1493–1567), Theologe und Reformator, ab 1512 Studium in Rostock
- Melchior Rantzau (≈1496–1539), Ritter und Politiker, ab 1514 Studium in Rostock

## 16. Jahrhundert

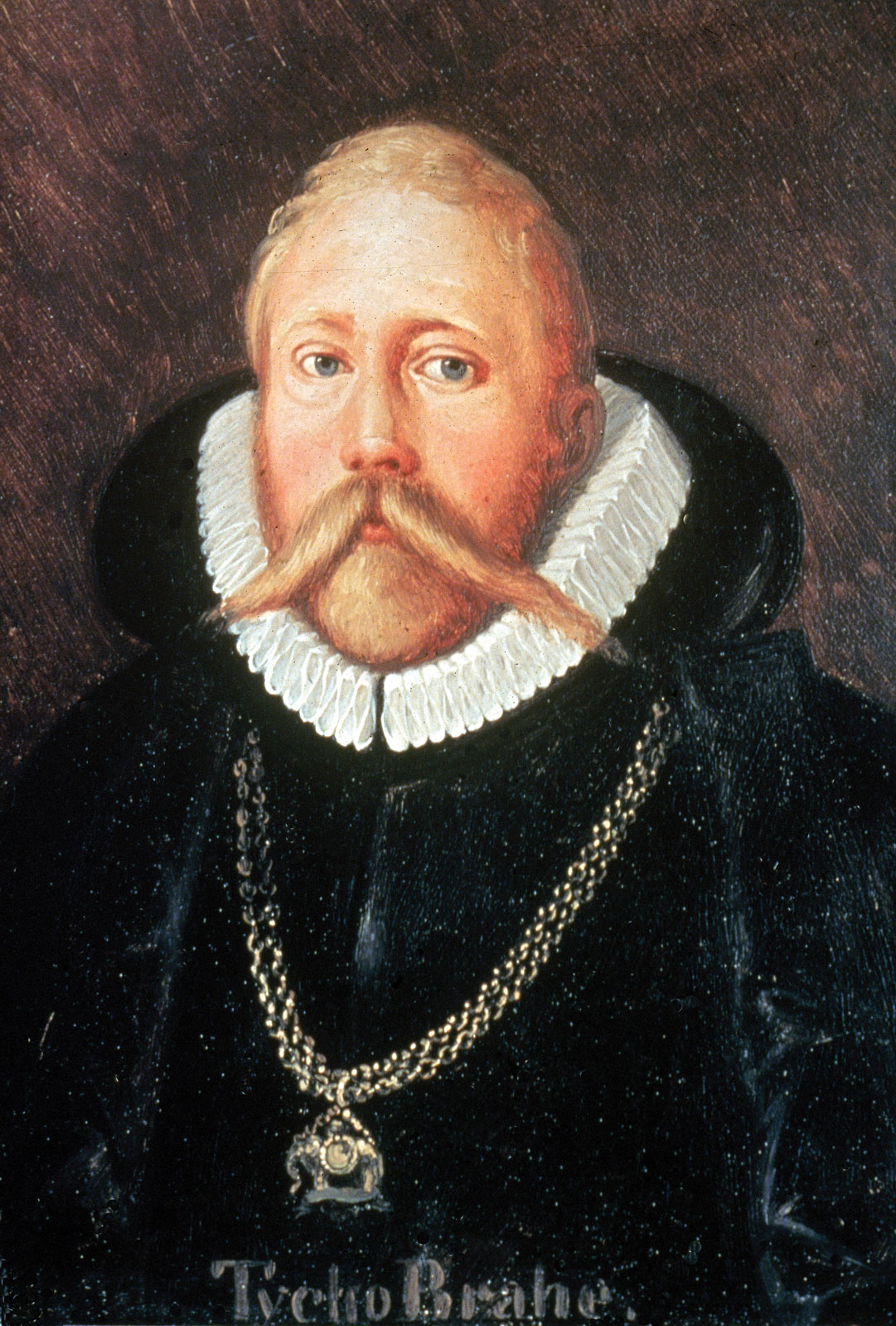
Tycho Brahe, dänischer Astronom, 1566 Studium in Rostock

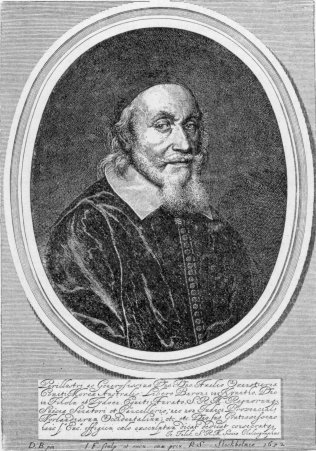
Axel Oxenstierna, schwedischer Reichskanzler, 1599 Studium in Rostock

- Burkhard Mithoff (1501–1564), Mediziner und Mathematiker, studierte in Rostock
- Gisbert Longolius (1507–1543), Humanist und Gelehrter, 1542/43 Professor an der Philosophischen Fakultät der Universität Rostock
- Jacob Bording (1511–1560), Mediziner, 1550–1557 Professor für Medizin in Rostock, zeitgleich Leibarzt von Herzog Heinrich V. von Mecklenburg-Schwerin
- Gerhard Nennius († 1566), Mediziner, 1560 bis 1566 Professor der Medizin und höheren Mathematik
- Georg Cracow (1525–1575), Jurist und Politiker, 1538–1542 philosophisches Studium der freien Künste in Rostock, ab 1565 kurfürstlich sächsischer Kanzler
- David Chyträus (1530–1600), Theologe, Bildungspolitiker und Historiker, ab 1561 Professor der Theologie
- Heinrich Brucaeus (1530–1593), Mediziner, Astronom und Mathematiker, 1567–1593 Professor der Medizin und der Astronomie an die Universität Rostock, mehrmals Rektor der Universität, ab 1571 Leibarzt von Ulrich III. Herzog von Mecklenburg
- Johannes Borcholten (1535–1593), Jurist und Stadtsyndikus, 1567–1577 Professor der Rechte/Codex
- Nathan Chyträus (1543–1598), Theologe, Pädagoge, Poet und Philologe, gründete 1569 die heutige Universitätsbibliothek Rostock
- Levinus Battus (1545–1591), Mediziner, 1560–1568 Professor der Niederen Mathematik, 1568–1591 Professor der Medizin und höherer Mathematik
- Michael Maier (1569–1622), Arzt, Alchemist, Satiriker und neulateinischer Dichter, studierte von 1587 bis 1591 in Rostock
- Tycho Brahe (1546–1601), Astronom und Astrologe, studierte in Rostock
- Magnus Pegel (1547–1619), Mediziner und Mathematiker, 1591–1604 Professor der Niederen Mathematik, 1593 Rektor
- Wilhelm Lauremberg (1547–1612), Mediziner und Mathematiker, 1581–1594 Professor der Medizin, 1594–1612 Professor der Medizin und Höheren Mathematik, zwischen 1584 und 1611 mehrfach Rektor
- Jan Gruter (1560–1627), Historiker, neulateinischer Schriftsteller und letzter Bibliothekar der Heidelberger Bibliotheca Palatina
- Nicolaus Heldvader (1564–1634), Astronom und Kalendariograph, 1587 bis 1590 Student der Universität
- Wilhelm Kettler (1574–1640), Herzog von Kurland und Semgallen, studierte 1590 in Rostock
- Jacob Fabricius (1576–1652), Mediziner, Astronom und Dichter, 1612–1634 Professor für Medizin und Höhere Mathematik, ab 1637 Leibarzt des dänischen Königshauses
- Ulrich von Dänemark (1578–1624), dänischer Prinz und Administrator der Bistümer Schleswig und (als Ulrich II.) Schwerin, 1592 Student in Rostock
- Christian Sledanus (1579–1646), Theologe, studierte in Rostock, wurde dort promoviert und war ordentlicher Professor an der dortigen Theologischen Fakultät
- Matthäus Bacmeister (1580–1626), Mediziner und Mathematiker, Medizinstudium in Rostock, 1606–1621 Privatdozent für Mathematik
- Axel Oxenstierna (1583–1654), Schwedischer Kanzler, studierte 1599 in Rostock
- Johann Quistorp der Ältere (1584–1648), Theologe, ab 1604 Studium in Rostock, 1615–1648 Professor für Theologie
- Joachim Jungius (1587–1657), Mathematiker, Physiker und Philosoph, Professor für Mathematik in Rostock von 1624 bis 1628
- Sievert von Pogwisch (1587–1626), Diplomat, Gutsherr und Klosterpropst, 1601 Studium in Rostock
- Johann Lauremberg (1590–1658), Mathematiker, Kartograph, Dichter und Schriftsteller, Studium in Rostock, 1618–1623 Professor der Poesie und 1620 Rektor an der Universität Rostock, einer seiner gezeichneten Karten wurde Bestandteil des Rostocker Großen Atlas
- Johannes Mollenbeck (1592–1624), Rechtswissenschaftler und Hochschullehrer, Studium ab 1610 in Rostock
- Anton Woltreich (1593–1645), Jurist und Syndikus der Hansestädte Wismar und Rostock
- Georg Cuno Hahn von Basedow († um 1600), Student der Universität Rostock

## 17. Jahrhundert
- Petrus Mederus (1602–1678), Dichter, Lehrer und Geistlicher, Studium von 1635 bis 1638
- Johann Rist (1607–1667), Dichter und Theologe, 1626–1629 Theologiestudium in Rostock
- Hermann Jung (um 1608–1678), Theologe und Didaktiker, Studium in Rostock
- Johann Friedrich König (1619–1664), Theologe, 1663–1664 Professur für Theologie
- Nicolaus Mercator (um 1620–1687), Mathematiker und Astronom, ab 1632 Studium in Rostock, 1642 Abschluss Magister, entdeckte die Reihe für den natürlichen Logarithmus
- Daniel Michaelis (1621–1652), Theologe, Studium ab 1640, Privatdozentur ab 1645 und Professur ab 1649. Promotion 1650.
- Johannes Jonsius (1624–1659), Pädagoge und Philosophiehistoriker, besuchte von 1645 bis 1648 die Universität, war Adjunkt an der Philosophischen Fakultät
- Johann Quistorp der Jüngere (1624–1669), Theologe, 1649–1669 Professor der Theologie, mehrmals Rektor, gehörte zur Rostocker „Reformorthodoxie“
- Heinrich Rudolph Redeker (1625/26–1680), Rechtswissenschaftler, Hochschullehrer und Geheimer Rat
- Theophil Großgebauer (1627–1661), Theologe, Studium in Rostock, gehörte zur Rostocker „Reformorthodoxie“
- Heinrich Müller (1631–1675), Erbauungsschriftsteller, protestantischer Kirchenlieddichter und Theologe, 1655–1659 Professor der Theologie, 1659–1662 Professor der Griechischen Sprache, 1662–1675 Professor der Theologie, gehörte zur Rostocker „Reformorthodoxie“
- Andreas Habichhorst (1634–1704), Theologe, 1669–1704 Professor in Rostock
- Johann Adolph Höltich (1641–1704), Doktor beider Rechte, Stadtschreiber von Mölln und Jurist zu Lübeck
- Franz Heinrich Höltich (1643–1676), Doktor beider Rechte, Jurist und Syndikus zu Groß-Salze
- Johann Caspar Pflaume (1644–1689), Doktor beider Rechte, Jurist, Ratsherr und Stadtrichter von Leipzig
- Paul Pomian Pesarovius (1650–1723), Theologe, Geistlicher und Hochschullehrer, Lizenziat und Doktor in Rostock
- Christoph Redecker (1652–1704), deutscher Rechtswissenschaftler, Hochschullehrer und Bürgermeister von Rostock, Student und Professor der Rechte
- Johann Christopher Jauch (1669–1725), Superintendent zu Lüneburg, Dichter barocker Gedichte und Liedtexte
- Johann Gottlieb Möller (1670–1698), lutherischer Theologe, Kirchenhistoriker und Hochschullehrer, Studium, Promotion und Professor der Philosophie an der Universität
- Christian Wilhelm Höltich (1671–nach 1728), Jurist und Sekretär der Bergenfahrer der Deutschen Hanse
- Georg Detharding (1671–1747), Mediziner, Studium in Rostock, 1697–1733 Professor der Medizin und höherer Mathematik an der Universität Rostock
- Johann Georg Scherz (1678–1754), Germanist und Rechtswissenschaftler, Student in Rostock, Professor in Straßburg
- Joachim Christoph Nemeitz (1679–1753), Hofmeister und Schriftsteller
- Ernst Johann Friedrich Mantzel (1699–1768), Theologe und Rechtswissenschaftler, Studium in Rostock und Wittenberg, 1722–1730 Professor der Moral in Rostock, 1730–1760 Professor der Rechte in Rostock, 1760–1767 Professor der Rechte an der Universität Bützow
- Georg Christoph Detharding (1699–1784), Mediziner und Kreisphysikus, 1733–1760 Professor der Medizin und höherer Mathematik in Rostock, 1760–1784 Professor der Medizin an der Universität Bützow

## 18. Jahrhundert

### 1701 bis 1750

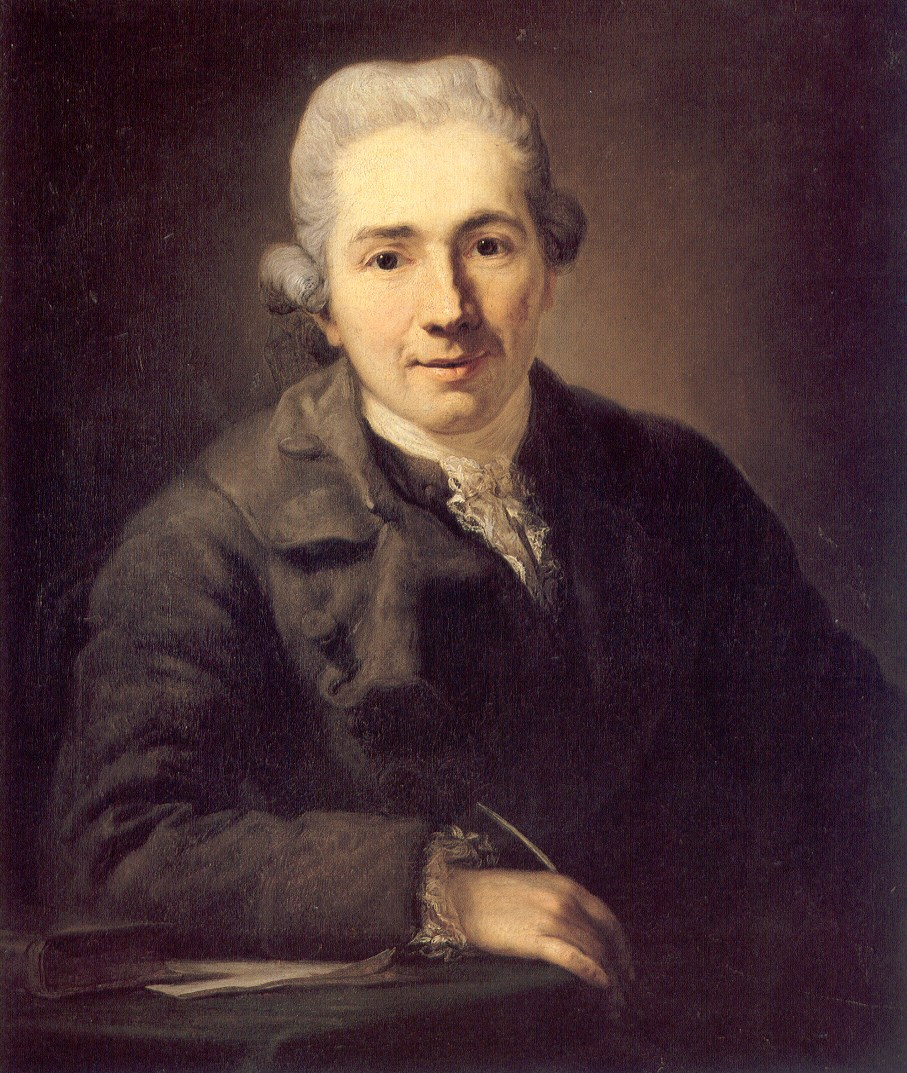
Johann Jacob Engel, Schriftsteller und Philosoph, 1757–1763 Studium in Rostock

- Christian Albrecht Döderlein (1714–1789), Theologe, 1758–1760 Professor der Theologie in Rostock, 1760 Gründungsrektor der Friedrichs-Universität Bützow
- Angelius Johann Daniel Aepinus (1718–1784), Philosoph, Studium der Theologie und Rechtswissenschaften in Rostock und Jena, 1746–1760 Professor der Eloquenz in Rostock, 1760–1763 Professor der Logik und Metaphysik an der Universität Bützow
- Jacob Heinrich Balecke (1731–1778), Jurist und Politiker, Studium und Professur für Recht an der Universität Rostock, wirkte am Zweiten Rostocker Erbvertrag mit
- Wenceslaus Johann Gustav Karsten (1732–1787), Mathematiker, 1758–1760 Professor der Logik, 1760–1778 Professor der Mathematik an der Universität Bützow
- Oluf Gerhard Tychsen (1734–1815), Orientalist, Mitbegründer der arabischen Paläographie, ab 1789 Oberbibliothekar
- Johannes Nikolaus Tetens (1736–1807), Philosoph, Mathematiker und Naturforscher, studierte Mathematik und Physik in Rostock und Kopenhagen, 1763–1776 Professor der Logik und Metaphysik an der Universität Bützow
- Johann Christian von Quistorp (1737–1795), Jurist, 1754–1759 Jurastudium in Rostock, 1772–1780 Professor der Rechte an der Universität Bützow
- Samuel Simon Witte (1738–1802), Theologe und Philosoph, Theologiestudium in Rostock, 1766–1772 Professor der Logik und Metaphysik in Bützow, 1772–1789 Professor des Natur- und Völkerrechts in Bützow, 1789–1802 Professor des Natur- und Völkerrechts an der Universität Rostock
- Diederich Georg Babst (1741–1800), Jurist und Schriftsteller, ab 1765 Jurastudium an der Universität Rostock
- Johann Jakob Engel (1741–1802), Schriftsteller und Philosoph, Theologiestudium in Rostock, Studium der Mathematik, Naturwissenschaften und Philosophie in Bützow
- Johann Jacob Prehn (1746–1802), Verwaltungsjurist, 1776–1778 Privatdozent an der Universität Rostock, 1780–1788 Professor der Rechte an der Universität Bützow
- Samuel Gottlieb Vogel (1750–1837), Arzt, Professor für Medizin in Rostock seit 1789, Initiator des ersten deutschen Seebades in Heiligendamm
- Joachim Friedrich Zoch (1750–1833), Jurist und Politiker, Jurastudium in Rostock, ab 1781 Recht an der Universität zu lehren

### 1751 bis 1800

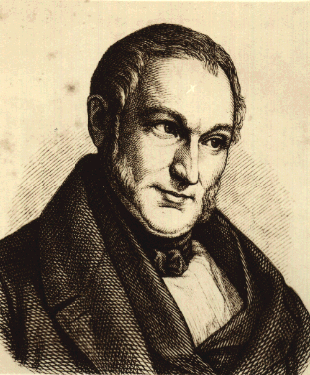
Johann Heinrich von Thünen, Agrar- und Wirtschaftswissenschaftler, Sozialreformer, 1830 Ehrendoktor

- Lorenz Karsten (1751–1829), Ökonom und Agrarwissenschaftler, 1771–1778 Studium der Mathematik, Naturwissenschaften und Sprachen an der Universität Bützow, 1783–1789 Lehrstuhl für Kameralwissenschaften in Bützow, nach der Auflösung der Universität Bützow Wechsel nach Rostock, 1793 Einrichtung einer landwirtschaftlichen Versuchsanstalt
- Adolph Dietrich Weber (1753–1817), Rechtswissenschaftler, 1769/1770 Student, 1776 bis 1784 Privatdozent, 1791 bis 1817 Professor
- Christoph David Anton Martini (1761–1815), evangelischer Theologe und Hochschullehrer, 1789 bis 1804 Professor, 1791 Promotion, ab 1792 Leiter des pädagogisch-theologischen Seminars, 1802/1803 Rektor
- Heinrich Gustav Flörke (1764–1835), ev. Theologe, Mediziner und Botaniker, 1817–1835 Professur für Naturgeschichte und Botanik
- Adolf Friedrich Nolde (1764–1813), Professur der Medizin von 1790 bis 1806
- Hermann Friedrich Becker (1766–1852), Förster, gilt als Begründer der Forstwirtschaft, 1782–1790 Studium Mathematik, Physik, Architektur und Ökonomie in Rostock, 1841 Ehrendoktor der Philosophischen Fakultät der Universität Rostock
- Johann Centurius von Hoffmannsegg (1766–1849), Botaniker, Entomologe und Ornithologe, 1819 Promotion an der Medizinischen Fakultät
- Heinrich Friedrich Link (1767–1851), Naturwissenschaftler, 1792–1811 Professor der Chemie, Zoologie und Botanik
- Leopold von Plessen (1769–1837), Diplomat, Minister, Geheimeraths- und Regierungspräsident (1836) Mecklenburg-Schwerins,[1] bedeutender Vertreter der Mindermächtigen auf dem Wiener Kongress, Verleihung der jur. Ehrendoktorwürde der Universität Rostock anlässlich der 400-Jahr-Feier 1819
- Herzog Friedrich Ludwig zu Mecklenburg-Schwerin (1778–1819), 1792 Immatrikulation an der Universität Rostock
- Ludolf Christian Treviranus (1779–1864), Botaniker, 1814–1816 Professur für Naturgeschichte und Botanik
- Georg, Großherzog von Mecklenburg in Mecklenburg-Strelitz (1779–1860), 1795 Immatrikulation an der Universität Rostock
- Johann Heinrich von Thünen (1783–1850), Wirtschaftswissenschaftler und Sozialreformer, Verleihung der phil. Ehrendoktorwürde der Universität Rostock 1830[2]
- Ferdinand Kämmerer (1784–1841), Jurist, ab 1816 ordentlicher Professor
- Carl Friedrich von Both (1789–1875), Jurist und von 1836 bis 1870 Vizekanzler der Universität Rostock
- Ernst Alban (1791–1856), Mediziner und Maschinenbauer, 1810–1812 Theologie- und Medizinstudium in Rostock, später Privatdozent für Anatomie, Physiologie und Augenheilkunde an der Universität Rostock, 1850 Ehrendoktortitel
- Eduard Becker (1792–1880), Forstwissenschaftler und Ökonom, 1830–1875 Professur für Ökonomie und Forstwissenschaft
- Johann Friedrich Dieffenbach (1792–1847), Mediziner und Chirurg, Wegbereiter der Transplantation sowie der plastischen Chirurgie, ab 1809 Studium der evangelischen Theologie in Rostock und Greifswald
- Paul Friedrich, Großherzog von Mecklenburg in Mecklenburg-Schwerin (1800–1842), ab 1819 in Rostock immatrikuliert
- Carl Strempel (1800–1872), Mediziner, 1825–1872 Professor für Medizin in Rostock, 1826–1861 Direktor vom ersten Städtischen Krankenhaus (ging 1900 vom Land an die Universität über)
- Karl Türk (1800–1887), Rechtsgeschichtler und Politiker, studierte Rechtswissenschaft, Geschichte, Philologie und Philosophie in Breslau, Bonn und Rostock, 1824 Promotion, 1824–1826 Privatdozent, 1826–1836 Professor der Rechte, 1836–1852 Professor der Geschichte (erste Vollprofessor für Geschichte an der Universität Rostock)

## 19. Jahrhundert

### 1801 bis 1850

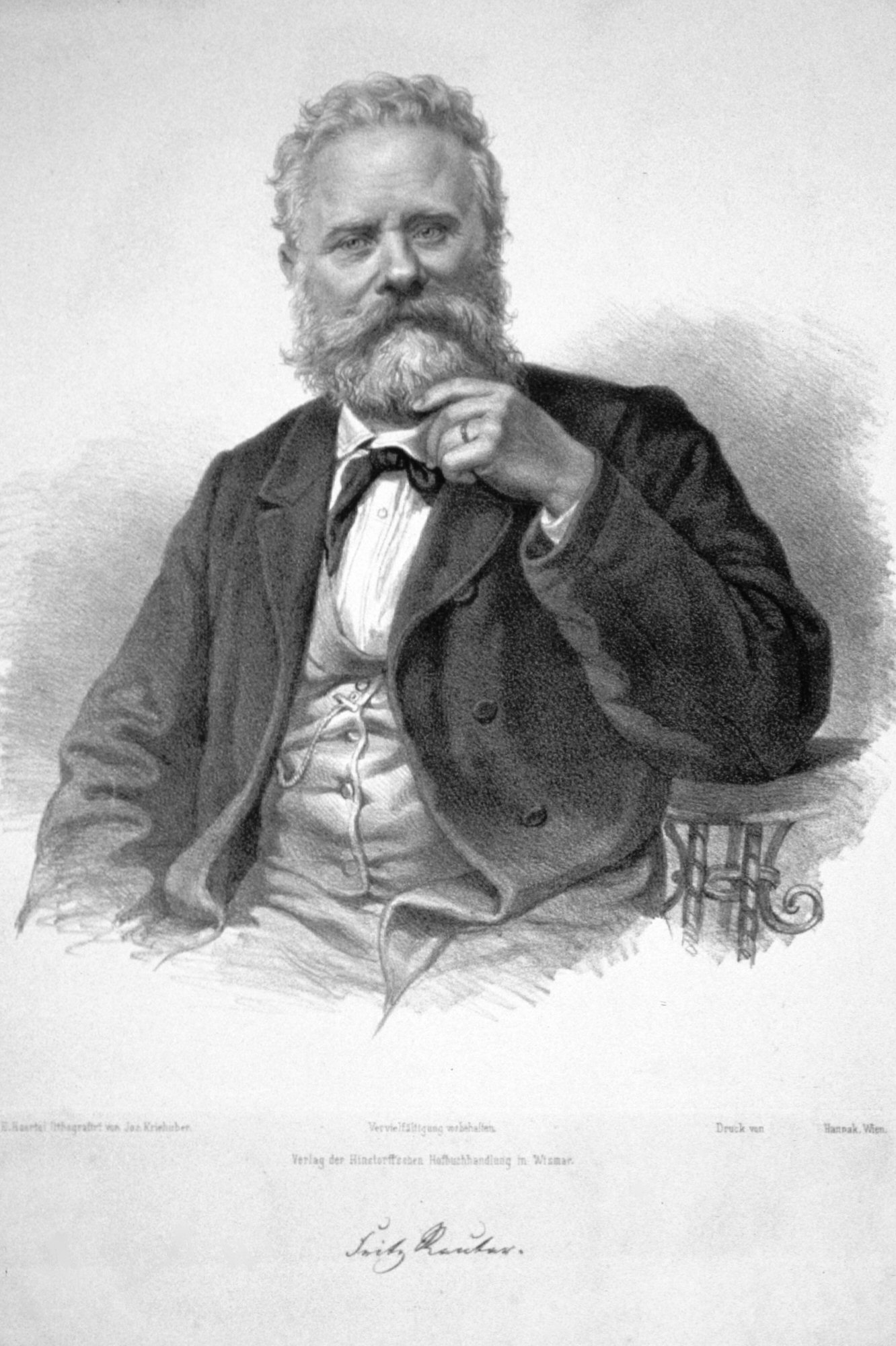
Fritz Reuter, Schriftsteller, 1831 Jura-Studium, 1863 Ehrendoktor

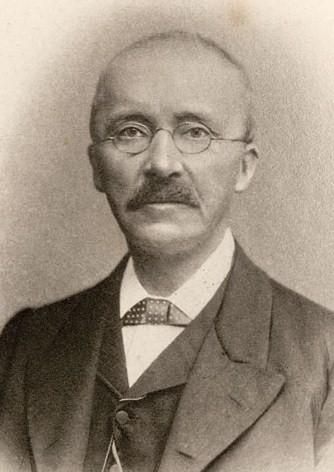
Heinrich Schliemann, Archäologe, 1869 Promotion in Rostock zum Dr. phil.

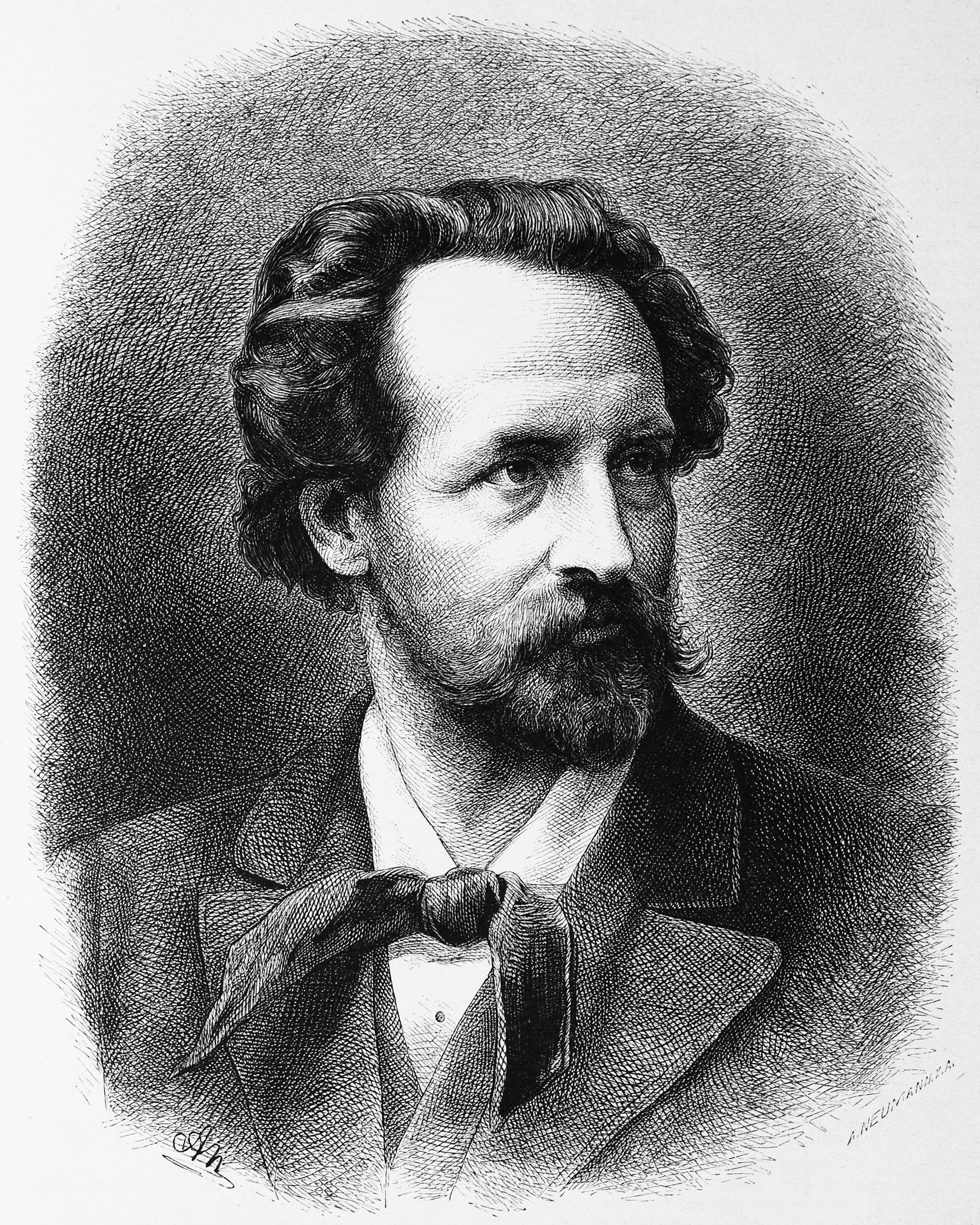
Adolf von Wilbrandt, Schriftsteller und Direktor Wiener Burgtheater, 1855–1859 Jurastudium in Rostock

- Christian Wilbrandt (1801–1867), Germanist und Politiker, 1837–1852 Professor der Ästhetik und neueren Literatur an die Universität Rostock, 1839 Gründung philosophisch-ästhetisches Seminar, 1846–1848 Rektor
- Georg Christian Friedrich Lisch (1801–1883), Prähistoriker, Altertumsforscher, Archivar, Bibliothekar und Konservator, 1822–1824 Theologiestudium in Rostock
- Helmuth von Blücher (1805–1862), Chemiker und Pharmazeut, 1831–1850 Professor der Chemie und Pharmazie
- Hermann Stannius (1808–1883), Mediziner, Zoologe und Physiologe, 1837–1863 Professor der Medizin in Rostock, 1838 Gründung Zootomisch-physiologisches Institut
- Fritz Reuter (1810–1874), niederdeutscher Schriftsteller, Verleihung der Ehrendoktorwürde der Universität Rostock 1863, Aufnahme des Jura-Studiums an der Universität Rostock 1831
- Theodor Kliefoth (1810–1895), Theologe und Kirchenreformer, Studium in Rostock mit Abschluss Doktor der Theologie (1847)
- Julius Wiggers (1811–1901), Theologe, Hochschullehrer und Schriftsteller, ab 1831 Studium der Philosophie und Evangelische Theologie in Rostock, 1840–1852 Professor für Theologie an der Universität Rostock
- Michael Baumgarten (1812–1889), Theologe und Politiker, 1850–1858 Professor der Theologie
- Karl Hegel (1813–1901), Historiker, 1841–1856 Professor der Geschichte und Politik, Begründer der modernen Geschichtswissenschaft an der Universität Rostock
- John Brinckman (1814–1870), niederdeutscher Schriftsteller, Jura-Studium an der Universität Rostock 1834 bis 1838
- Johann Friedrich Budde (1815–1894), Professor der Rechte (1850–1853)
- Georg Wilhelm von Wetzell (1815–1890), Professor der Rechte (1851–1863), Dekan (1859–1860) und Rektor (1860–1862) der Universität Rostock
- Moritz Wiggers (1816–1894), Jurist und Politiker, 1835 Philosophiestudium an der Universität Rostock, Mitglied Corps Vandalia Rostock
- Heinrich Schliemann (1822–1890), Archäologe, 1869 Promotion in Rostock zum Dr. phil., Namenspatron des Heinrich-Schliemann-Instituts für Altertumswissenschaften in der Philosophischen Fakultät
- Reinhold Pauli (1823–1882), Historiker mit Hauptforschungsgebiet englische Geschichte, 1857–1859 Professor der Geschichte
- Theodor Thierfelder (1824–1904), Mediziner, 1855–1901 Professor für Medizin, 1868 Rektor der Universität Rostock
- Armin zur Lippe-Weißenfeld (1825–1899), Agrarwissenschaftler und Politiker, 1872–1879 Professor für Landwirtschaft in Rostock, Beteiligung an der Gründung einer landwirtschaftlichen Versuchsstation in Rostock (1875) und einer Molkereiversuchsstation (1876)
- Friedrich Chrysander (1826–1901), Musikwissenschaftler, Philosophiestudium in Rostock mit Abschluss Promotion
- Georg Voigt (1827–1891), Historiker, Begründer moderne Renaissanceforschung, 1860–1866 Professor der Geschichte, erwirkte 1865 die Satzung für ein ’Historisches Seminarium auf der Universität zu Rostock‘
- Friedrich Witte (1829–1893), Apotheker, Unternehmer und Politiker, Studium Naturwissenschaften an der Universität Rostock
- August Zillmer (1831–1893), Versicherungsmathematiker, promovierte an der Universität Rostock
- Isaak Rülf (1831–1902), Rabbiner, Zionist, 1864 Promotion in Rostock
- Rudolf Berlin (1833–1897), Mediziner, Professor für Augenheilkunde, Dekan und Rektor
- Hermann Roesler (1834–1894), Ökonom und Jurist, 1861–1878 Professor für Staatswissenschaft, anschließend Berater der japanischen Regierung bei der Reform des Rechtssystems nach europäischen Vorbildern
- Magnus Maßmann (1835–1915), Jurist und Politiker, 1855–1859 Studium der Jurisprudenz in Rostock, 1914 Ehrendoktortitel der Medizinischen Fakultät
- Adolf von Wilbrandt (1837–1911), deutscher Schriftsteller und Direktor des Wiener Burgtheaters (1881–1887), Jurastudium in Rostock
- Franz Eilhard Schulze (1840–1921), Zoologe und Anatom, Medizinstudium in Rostock, 1865–1871 Professor der Medizin, 1871–1873 Professor der Zoologie und vergleichenden Anatomie
- Alexander Goette (1840–1922), Zoologe und Embryologe, 1882–1886 Professur für Zoologie und vergleichenden Anatomie
- Rudolph Sohm (1841–1917), Rechtshistoriker und Kirchenrechtler, 1860–1864 Rechtswissenschaft mit Abschluss Promotion
- Friedrich Trendelenburg (1844–1924), Chirurg, mehrere medizinische Symptome und Eingriffe sind nach ihm benannt, 1875–1882 Professor an der Universität Rostock
- Wilhelm Walther (1846–1924), Theologe, 1895–1920 Professor für Kirchen- und Dogmengeschichte, 1907 Rektor, 1917 Ehrendoktorwürde der Philosophischen Fakultät
- August Michaelis (1847–1916), Chemiker, 1890–1916 Professor der Chemie und Pharmazie, 1905–1906 Rektor
- Paul Falkenberg (1848–1925), Botaniker, 1887–1923 Lehrstuhl für Botanik, Direktor Botanischer Garten Rostock
- Wilhelm Kahl (1849–1932), Rechtswissenschaftler, Präsident des Deutschen Juristentages, Ehrenvorsitzender der Deutschen Volkspartei
- Dietrich Barfurth (1849–1927), Mediziner, Anatom und Mathematiker, 1896–1921 Professor für Anatomie und Direktor der Anatomischen Anstalt der Universität Rostock, 1902 und 1917 Rektor
- Johannes Reinke (1849–1931), Studium der ev. Theologie, Botaniker, 1891–1892 Rektor der Universität Kiel, Mitglied des Preußischen Herrenhauses (1894–1918)
- Max Braun (1850–1930), Zoologe, 1886–1891 Professur für Zoologie und vergleichenden Anatomie

### 1851 bis 1900

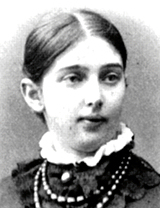
Mathilde Mann, Lektorin, 1924 Ehrendoktortitel der Philosophischen Fakultät

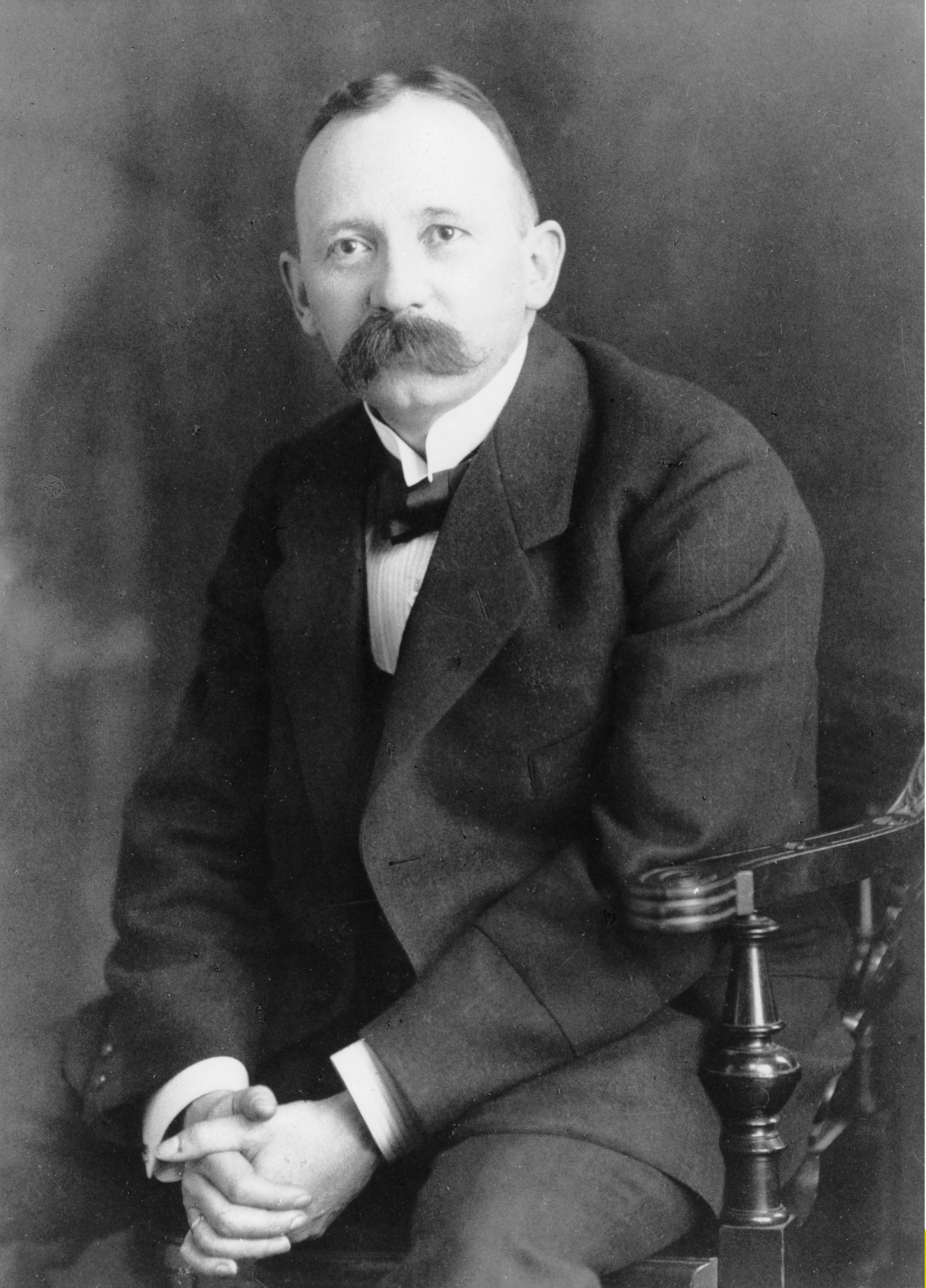
Fritz Hofmann, Chemiker und Apotheker, Erfinder des synthetischen Kautschuks, 1894–1895 Chemiestudium in Rostock

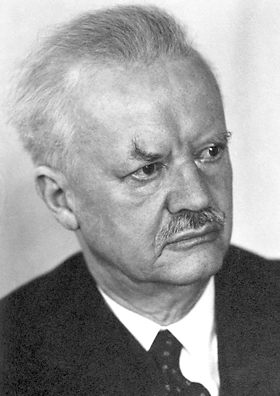
Hans Spemann, Biologe, 1908–1914 Professor in Rostock, 1935 Nobelpreis für Physiologie oder Medizin

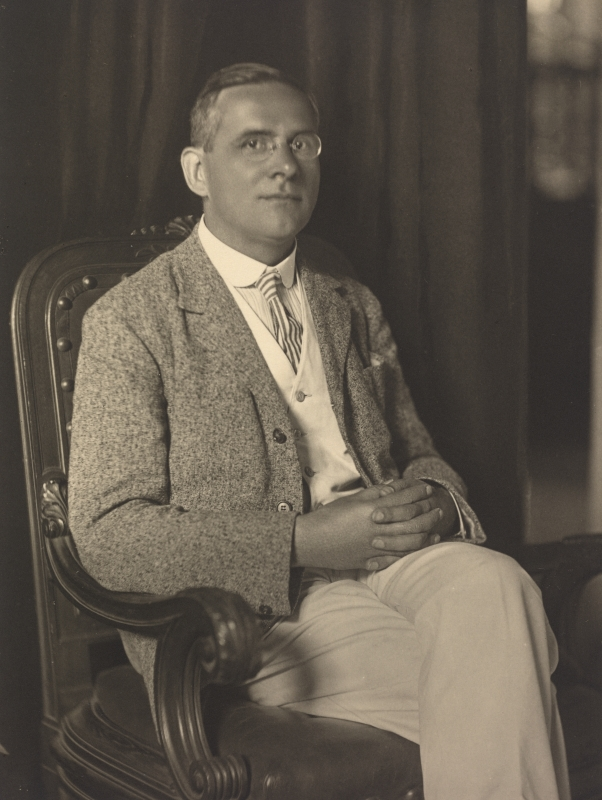
Moritz Schlick, Philosoph, 1911–1921 Dozent in Rostock

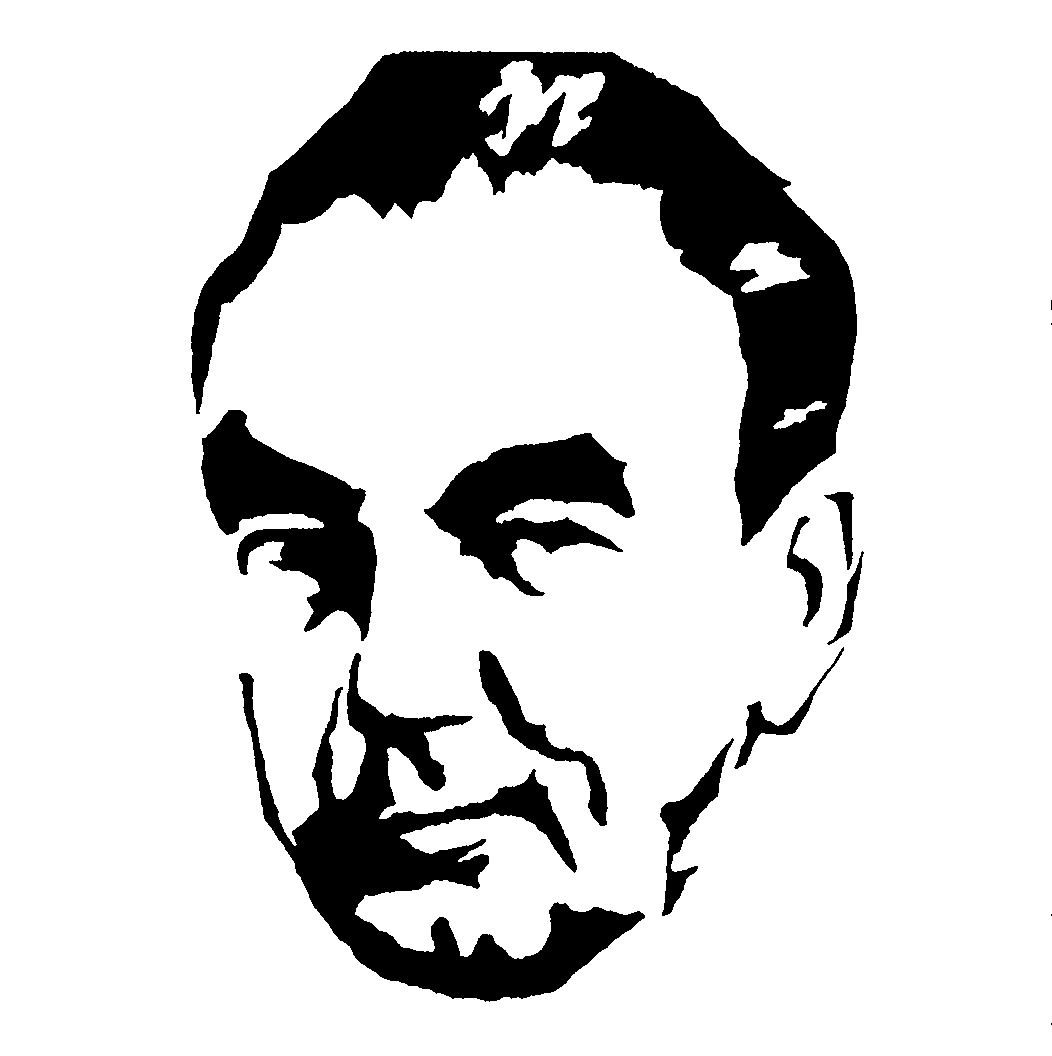
Erich Kästner, Schriftsteller, 1921 Germanistik-Studium in Rostock

- Felix Stillfried (1851–1910), Schriftsteller und Lyriker, 1871–1874 Studium der Theologie und Altphilologie in Rostock und Leipzig
- Albrecht Kossel (1853–1927), Mediziner und Physiologe, promovierte 1878 an der Universität Rostock, späterer Nobelpreisträger für Physiologie oder Medizin (1910)
- Oscar Langendorff (1853–1908), Physiologe, ordentlicher Professor und Direktor des Physiologischen Instituts von 1892 bis 1908
- Eugen Geinitz (1854–1925), Geologe und Mineraloge, Professor für Mineralogie und Geologie und Direktor des Mineralogisch-geologischen Institutes
- Karl Ritter von Goebel (1855–1932), Botaniker, 1882–1887 Professor der Botanik, Gründer Botanisches Institut in der Doberaner Straße in Rostock
- Hugo Seemann (1856–1932), Landwirt und Sozialreformer, Studium der Ökonomie 1875–1876, Ökonomierat 1915 und Ehrendoktor 1919
- Otto Körner (1858–1935), Mediziner, gründete 1899 die erste HNO-Fachklinik an einer deutschen Universität
- Richard Wossidlo (1859–1939), Ethnologe, Studium der Klassischen Philologie an der Universität Rostock
- Mathilde Mann (1859–1925), Lektorin, 1921–1925 Lektorin für dänische Sprache an der Universität Rostock, 1924 Ehrenpromotion
- Friedrich Oltmanns (1860–1945), Botaniker, 1885–1893 Assistent am botanischen Institut, 1886–1893 Hochschullehrer für Botanik
- Rudolf Steiner (1861–1925), Begründer der Anthroposophie, Promotion zum Dr. phil. in Rostock 1891
- Ludwig Busse (1862–1907), Prof. für Philosophie, 1896–1898 Ordinarius in Rostock
- Hermann Pflaum (1862–1912), russischer Physiker, Naturforscher, Pädagoge und Hochschullehrer deutsch-baltischer Herkunft, Promotion 1909 in Rostock
- Paul Walden (1863–1957), Chemiker, 1919–1934 Professor für Anorganische Chemie, 1932 Ehrendoktor
- Per Efraim Liljequist (1865–1941), schwedischer Philosoph, Ehrenmitglied Universität Rostock
- Fritz Hofmann (1866–1956), Chemiker und Apotheker, Erfinder des synthetischen Kautschuks, 1894–1895 Chemiestudium in Rostock
- Karl Scheel (1866–1936), Physiker, ab 1885 Studium der Mathematik und Naturwissenschaften in Rostock, hatte Anteil an der Einführung der thermodynamischen Temperaturskala in Deutschland
- Ernst Sellin (1867–1946), Theologe und Biblischer Archäologe, 1908–1913 Professor für Alttestamentliche Theologie
- Georg Eppenstein (1867–1933), Chemiker, Mordopfer der Köpenicker Blutwoche, Student der Chemie und 1902 Promotion in Rostock
- Otto Büttner (1868–1955), Professor für Geburtshilfe und Gynäkologie
- Gustav Mie (1868–1957), Physiker, Physik-Studium an der Universität Rostock 1886 bis 1889
- Hans Spemann (1869–1941), Biologe, 1908–1914 Professor für Allgemeine Zoologie und vergleichende Anatomie an der Universität Rostock, 1935 Nobelpreis für Physiologie oder Medizin
- Heinrich Laufenberg (1872–1932), Historiker, Journalist und Politiker, Studium der Philosophie und Volkswirtschaft an der Universität Rostock mit Abschluss Promotion (1902)
- Albrecht Burchard (1873–1948), außerordentlicher Professor mit Lehraufträgen in Röntgenologie
- Hermann Duncker (1874–1960), Politiker und Gewerkschaftsfunktionär, 1947–1949 Professor und Dekan der Gesellschaftswissenschaftlichen Fakultät der Universität Rostock
- Hans Curschmann (1875–1950), Neurologe, 1916–1940 Professor für Innere Medizin an der Universität Rostock, 1916–1940 Direktor der Medizinische Klinik
- Franz Honcamp (1875–1934), Agrikulturchemiker, 1908–1934 Professur für Agrikulturchemie, Direktor der Landwirtschaftlichen Versuchsstation Rostock
- Sophie Jourdan (1875– nach 1944), Medizinerin, eine der ersten Frauen, die an der Universität Rostock zum Studium zugelassen wurden, promovierte 1913 als erste Frau an der Medizinischen Fakultät der Universität Rostock
- Paul Pfeiffer (1875–1951), Chemiker, 1916–1919 Professor für Chemie und Pharmazie
- Ernst Heydemann (1876–1930), Jurist und Politiker, 1898–1904 Studium der Jurisprudenz in Rostock, Würzburg und Berlin, 1905 Promotion an der Universität Rostock
- Hans Lembke (1877–1966), Agronom und Pflanzenzüchter, 1925 Ehrendoktor, 1946–1958 Professur für Pflanzenzüchtung, 1961 Ehrensenator
- Johannes Reinmöller (1877–1955), Mediziner und Kieferchirurg, Studium in Rostock, 1907 Gründung einer privaten „Fachkrankenanstalt“ mit sechs kieferchirurgischen Betten in Rostock (die erste Fachklinik dieser Art in Deutschland), Lektor für Zahnmedizin an der Universität Rostock, ab 1909 Privatdozent für Zahnheilkunde an der Medizinischen Fakultät, 1910 Extraordinariat in Rostock, 1917 Lehrstuhl für Stomatologie in Rostock (als erster Lehrstuhl dieser Art in Deutschland)
- Felix Genzmer (1878–1959), Jurist und Skandinavist, Übersetzer der Lieder-Edda, ordentlicher Professor für Öffentliches Recht von 1920 bis 1922
- Friedrich Maase (1878–1959), Jurist, Pazifist und Oppositioneller, Jurastudium in Rostock, 1901 Dissertation
- Elisabeth Bernhöft (1880–1964), Pädagogin, erste Studentin der Universität Rostock (1909 Beginn Frauenstudium in Rostock)
- Else Lüders (1880–1945), Indologin, erhielt 1919 als erste Frau die Ehrendoktorwürde der Universität Rostock
- Erich Schlesinger (1880–1956), Jurist, Jurastudium u. a. in Rostock, 1946–1956 Lehrstuhl für Verwaltungsrecht, 1952–1956 Rektor
- Johannes Kathe (1880–1965), Hygieniker und Bakteriologe, 1949–1957 Professor für Hygiene und Bakteriologie in Rostock, 1955 Ehrendoktortitel Universität Rostock
- Hermann von Guttenberg (1881–1969), Botaniker, 1923–1957 Professur für Botanik, 1923–1945 Direktor Botanischer Garten Rostock, 1961 Ehrensenator, 1965 Ehrendoktor
- Georg Blessing (1882–1941), Zahnarzt, 1919–1920 Privatdozent, dann Professor der Zahnheilkunde
- Herbert von Dirksen (1882–1955), Diplomat, deutscher Botschafter in Moskau, Tokio, London, Promotion 1903 zum Dr. jur.
- Moritz Schlick (1882–1936), Philosoph, Habilitation 1911, Dozententätigkeit von 1911 bis 1921, später Initiator des Wiener Kreises; Moritz-Schlick-Forschungsstelle am Institut für Philosophie in der Philosophischen Fakultät
- Viktor Schilling (1883–1960), Arzt, Mitbegründer der Hämatologie, Klinikleiter des Universitätsklinikums
- Gottfried Heinrich von Lücken (1883–1976), Archäologe, 1921–1930 Professor für Klassische Altertumswissenschaft, 1930–1954 Professor für Archäologie in Rostock, 1963 Ehrendoktor, 1971 Ehrennadel der Universität Rostock
- Friedrich Büchsel (1883–1945), Theologe, 1918–1945 Professor für Neutestamentliche Theologie
- Friedrich Brunstäd (1883–1944), Theologe und Philosoph, 1925–1944 Professor für Systematischen Theologie
- Robert Schröder (1884–1959), Gynäkologe, 1914–1922 Lehrstuhl für Gynäkologie und Geburtshilfe, 1954 Ehrendoktortitel der Medizinischen Fakultät
- David Katz (1884–1953), Psychologe, 1919–1933 erst ao., dann o. Professor, wegen seiner jüdischen Herkunft von den Nationalsozialisten in den Ruhestand versetzt; gemeinsam mit seiner Frau Namenspatron des Instituts für Pädagogische Psychologie Rosa und David Katz in der Philosophischen Fakultät
- Adolf Friedrich Lorenz (1884–1962), Denkmalpfleger und Architekt, Mathematikstudium in Rostock, 1954 Dozent für „Theorie der Denkmalpflege und Museumskunde“ an der Universität Rostock
- Hans Moral (1885–1933), ab 1920 erst außerordentlicher, dann ordentlicher Professor der Zahnmedizin von internationaler Bedeutung, nahm sich nach der Entlassung auf Grund seiner jüdischen Abstammung das Leben; Gedenktafel im Foyer des Hauptgebäudes
- Rosa Katz (1885–1976), Pädagogin und Entwicklungspsychologin, 1919–1920 Psychologiestudium in Rostock
- Ernst Hohl (1886–1957), Althistoriker, 1919–1949 Professor für Alte Geschichte
- Karl von Frisch (1886–1982), Zoologe, späterer Nobelpreisträger für Physiologie oder Medizin (1973), 1921–1923 Professor für Zoologie
- Walter Rothbarth (1886–1935), Schriftsteller, 1803 Beginn Geschichtsstudium in Rostock
- Walter Schottky (1886–1976), Physiker und Elektrotechniker, 1923–1927 Professor für Theoretische Physik,
- Erich Salomon (1886–1944), Jurist, Fotograf und Bildjournalist, 1913 Promotion in Rostock
- Paul Schulze (1887–1949), Zoologe, 1923–1945 Professur für Zoologie und vergleichende Anatomie (1945 aufgrund NSDAP-Mitgliedschaft aus dem Universitäts-Dienst entlassen), 1933–1936 Rektor
- Arnold Zweig (1887–1968), Schriftsteller, 1912–1913 Germanistik-Studium
- Paul Althaus (1888–1966), Theologe und Lutherforscher, 1919–1925 Professor für Systematische Theologie, 1920–1925 Universitäts-Prediger
- Otto Stern (1888–1969), Physiker, Professor für Experimentalphysik von 1921 bis 1923, Nobelpreis für Physik 1943
- Heinrich Sproemberg (1889–1966), Historiker und Mediävist, 1946–1950 Professor für mittlere und neuere Geschichte, 1965 Ehrendoktor
- Eva Fiesel (1891–1937), Sprachwissenschaftlerin und Etruskologin, 1916–1922 Studium Klassische Philologie an der Universität Rostock mit Abschluss Promotion
- Ernst-Heinrich Brill (1892–1945), Mediziner, 1933–1945 Hochschullehrer, 1936/37 Rektor der Universität Rostock
- Ludwig Barbasch (1892–1967), Jurist und Politiker, 1918 Promotion Universität Rostock
- Else Hirschberg (1892–1942), Chemikerin, 1913 Chemieabschluss als erste Frau in ihrem Fach an der Universität Rostock, 1933 aufgrund ihrer jüdischen Abstammung entlassen
- Annemarie von Harlem (1894–1983), Lektorin und Politikerin, 1921–1922 Germanistikstudium Universität Rostock mit Abschluss Promotion, 1942–1945 Lektorin für Finnische Sprache an der Universität Rostock
- George Langhans (1895–1972), Mediziner, 1947–1962 Professor für Sozialhygiene, Schulhygiene, Anatomie und Physiologie
- Kurt Dainas (1896–?), Dozent für Körpererziehung
- Friedrich Hund (1896–1997), Physiker, 1927–1929 Professor für Theoretische Physik
- Lotte Eisner (1896–1983), Archäologin, Journalistin und Filmhistorikerin, 1923 Studium Kunstgeschichte und Archäologie an der Universität Rostock
- Heinz Janert (1897–1973), Bodenkundler, 1946–1947 Professur für Bodenkunde und Kulturtechnik
- Richard Böhmig (1898–1972), Mediziner, 1935–1939 Hochschullehrer für Allgemeine Pathologie und Pathologische Anatomie
- Kurt Nehring (1898–1988), Agrikulturchemiker, 1936–1963 (mit Unterbrechung wegen NS-Belastung) Professur für Agrikulturchemie, 1936–1945 Direktor und Leiter des Kuratoriums der Landwirtschaftlichen Versuchsstation Rostock (1945 wegen NS-Belastung als Direktor abgesetzt, aber weiterhin wiss. Mitarbeiter), 1968 Ehrendoktor, 1969 Ehrennadel der Universität Rostock
- Erich Kästner (1899–1974), Schriftsteller, 1921 Germanistik-Studium
- Gottfried Holtz (1899–1989), Theologe, mit der Bekennenden Kirche im Widerstand tätig, 1948–1963 Professor für Praktische Theologie
- Werner Bunnenberg (1900–1960), Dozent für Schiffsmaschinenbau
- Kurt von Fritz (1900–1985), klassischer Philologe, 1933–1935 Professor für Gräzistik
- Asmus Petersen (1900–1962), Agrarwissenschaftler, 1943–1960 Professor für Landwirtschaftliche Betriebslehre
- Alfred Jepsen (1900–1979), Theologe und Religionshistoriker, 1925–1931 Privatdozent für Alttestamentliche Wissenschaft, 1931–1946 Professor für Alt- und Neutestamentliche Wissenschaft und Hebräisch, 1934 Ehrendoktortitel
- Martin Doerne (1900–1970), Theologe und Vertreter Neuluthertums, 1946–1952 Professor für systematische Theologie

## 20. Jahrhundert

### 1901 bis 1950

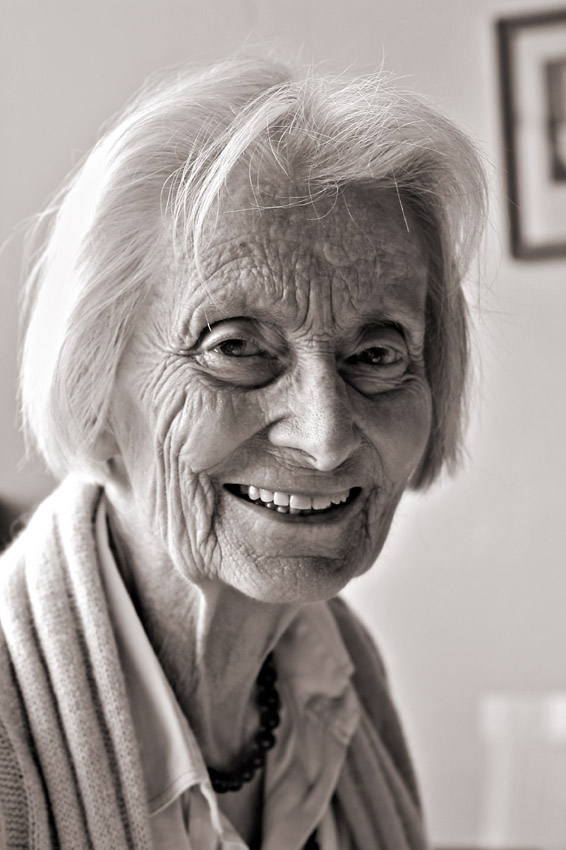
Marie-Louise Henry, Theologin, 1952 erste Habilitandin der Theologischen Fakultät der Universität Rostock

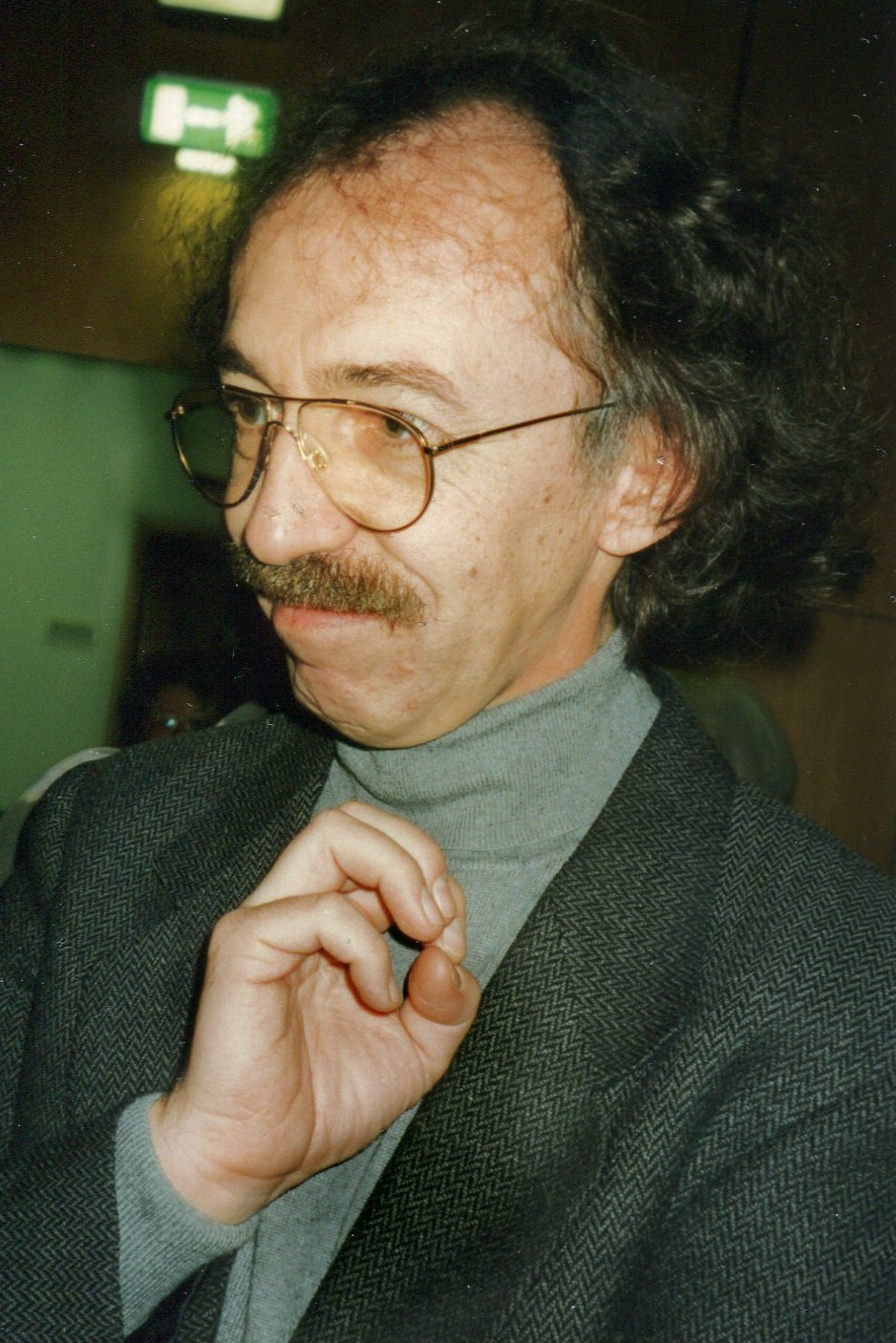
Walter Kempowski, Schriftsteller, 2002 Ehrendoktor, seit 2003 Honorarprofessor in Rostock

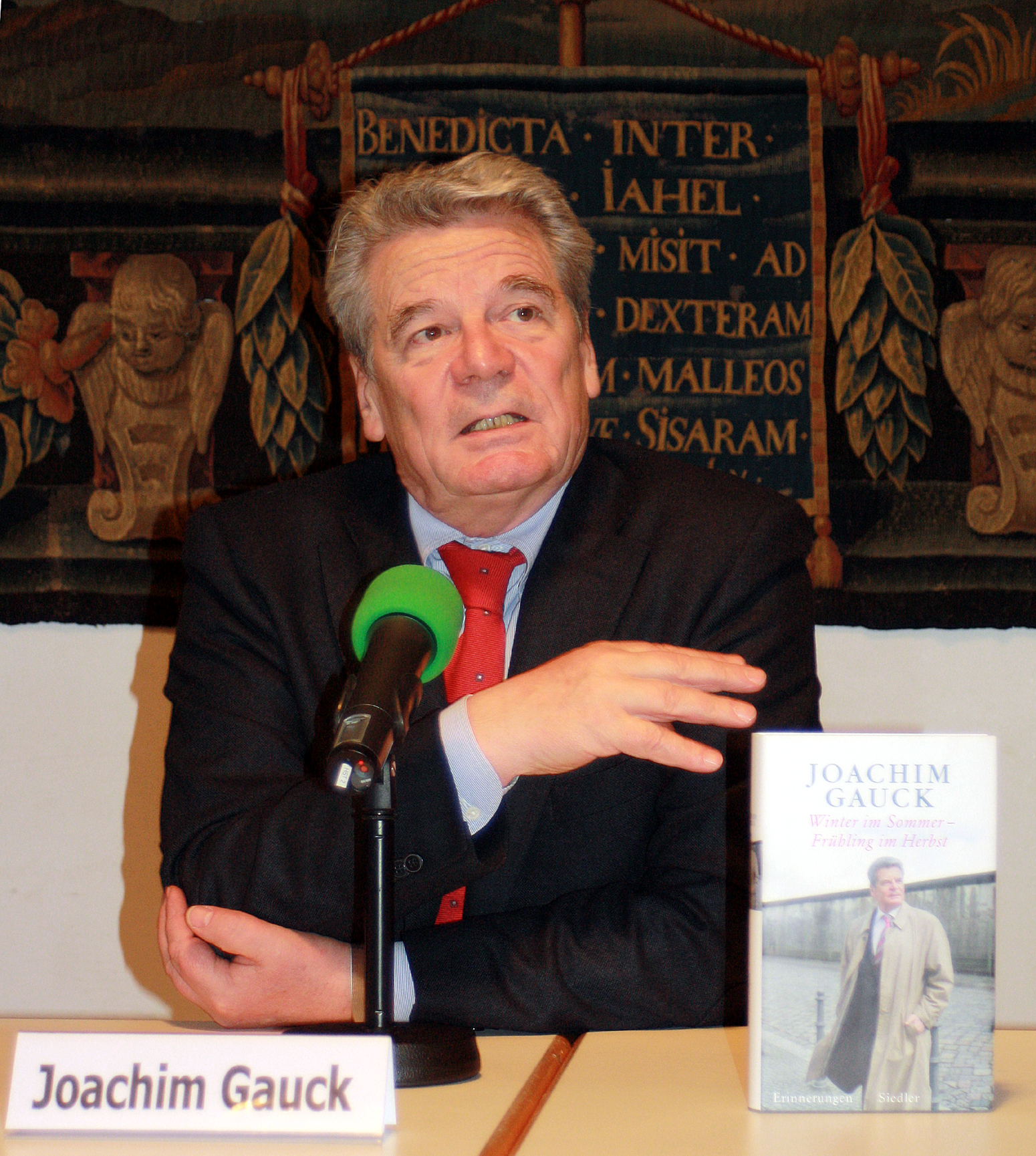
Joachim Gauck, Deutscher Bundespräsident, 1958–1965 Theologiestudium in Rostock, 1999 Ehrendoktor

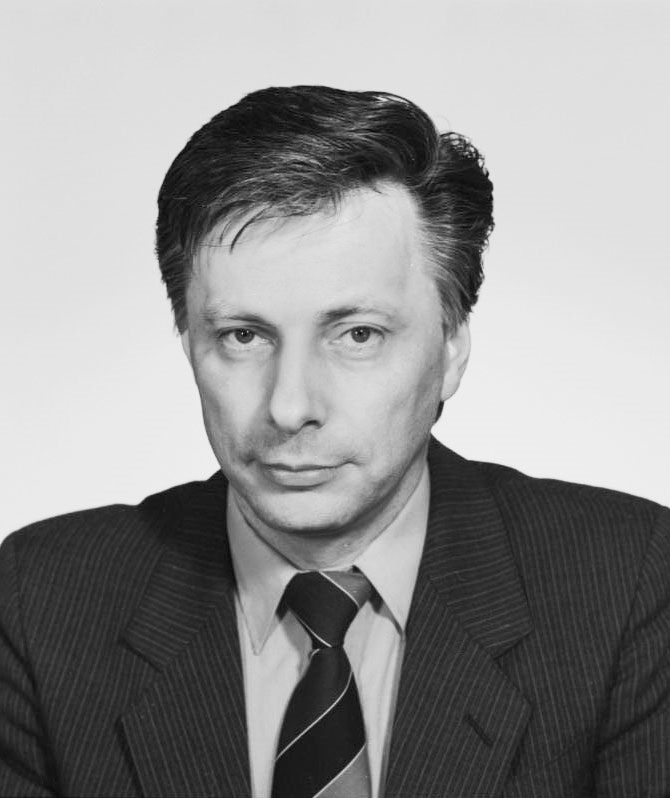
Rainer Ortleb, Informatiker und Politiker, 1984–1989 Dozent, 1989–1998 Professur in Rostock

- Niklot Beste (1901–1987), evangelischer Theologe, 1920–1925 Theologiestudium in Marburg, Innsbruck, Breslau und Rostock
- Walter Hallstein (1901–1982), Politiker und Jurist, 1930–1941 Professor für Privat- und Gesellschaftsrecht, erster Vorsitzender der Kommission der Europäischen Wirtschaftsgemeinschaft
- Werner Böhme (1902–1973), Radiologe und Hochschullehrer
- Reinhard Braun (1902–1981), Augenarzt und Hochschullehrer
- Wolfgang Diezel (1940–1995), Mediziner und Hochschullehrer
- Peter Holtz (1902–1970), Pharmakologe und Physiologe, 1938–1946 Professor für Physiologische Chemie, 1946–1953 Professor für Pharmakologie in Rostock
- Pascual Jordan (1902–1980), Physiker, 1929–1944 Professor für Physik, wirkte bei der Entwicklung und mathematischen Formulierung der Quantenmechanik mit
- Ernst Wolf (1902–1971), Theologe, 1922 Studium in Rostock, 1925 Promotion und Habilitation für Kirchengeschichte an der Universität Rostock
- Walter Gerstenberg (1904–1988), Musikwissenschaftler, 1940–1948 Hochschullehrer für Musikwissenschaft
- Günther Rienäcker (1904–1989), Chemiker und Politiker, 1943–1953 Professor für Anorganische Chemie, 1946–1948 Rektor, 1961 Ehrensenator, 1969 Ehrennadel, 1969 Ehrendoktor
- Eugen Gerstenmaier (1906–1986), ev. Theologe und Politiker, 1935 Promotion an der Theologischen Fakultät
- Fritz Mertsch (1906–1971), Statistiker, Verwaltungs- und Politikwissenschaftsstudium, 1941 Promotion zum Dr. rer. pol.
- Meta Sander (1906–1996), Gynäkologin, 1953–1959 Dozentin für Geburtshilfe und Gynäkologie an der Universität Rostock, 1959–1971 Professorin mit Lehrauftrag für Frauenheilkunde und Geburtshilfe an der Universität Rostock
- Konrad Weiß (1907–1979), Theologe, 1946–1972 Professor für Neues Testament
- Karl-Theodor Braun (1909–1994), Schiffbauingenieur und Hochschullehrer
- Hans-Joachim Theil (1909–1985), Dramaturg
- Alfred Busse (1909–1990), Theologe und Heerespfarrer
- Lola Zahn (1910–1998), Juristin und Wirtschaftswissenschaftlerin, 1947 erste weibliche Professorin an der Universität Rostock, Lehrstuhl für Wirtschaftsplanung
- Harald Bräuniger (1911–1988), erster Rostocker Hochschullehrer, der sich fast ausschließlich der Pharmazie widmete
- Hildegard Emmel (1911–1996), Germanistin, erste Habilitandin an der Rostocker Universität
- Marie-Louise Henry (1911–2006), Theologin, 1952 dritte Habilitandin an der Universität Rostock, aber erste Habilitandin an der Theologischen Fakultät
- Peter von Siemens (1911–1986) deutscher Industrieller, studierte Volkswirtschaftslehre
- Elisabeth Schnitzler (1912–2003), Archivarin, 1932–1937 Studium Latein, Geschichte und Theologie in Rostock, Innsbruck und Münster, übernahm nach 1945 die Leitung des Universitätsarchiv, richtete u. a. ein Bildarchiv ein, 1963–1966 Mitarbeiterin am Historischen Institut
- Gerhard Reintanz (1914–1997), Jurist und Politiker, 1949 Promotion zum Dr. jur.
- Friedrich Harms (1916–2007), deutscher Mäzen und Ehrensenator der Universität Rostock
- Gonzalo Rojas (1916–2011), chilenischer Dichter, 1974–1975 Professor für Lateinamerikanische Literatur
- Erich Danckwardt (1919–2003), Schiffbauingenieur und Hochschullehrer
- Gisela Teichmann (1919–2000), Medizinerin, Kardiologin, Hochschullehrerin
- Karl Degenkolb (1920–1970), Wirtschaftswissenschaftler
- Gerhard Göllnitz (1920–2003), Mediziner, Vorreiter Kinderpsychiatrie, 1938–1945 Studium Humanmedizin Universität Rostock, 1953–1985 Professor für Kinderneuropsychiatrie an der Universität Rostock
- Ulrich Seemann (1921–2009), Philosoph, 1964–1986 Professor für Dialektischen und Historischen Materialismus, 1974–1983 Dekan
- Gert Haendler (1924–2019), Theologe und Kirchenhistoriker, 1961–1989 Professor für Kirchengeschichte
- Bodo Homberg (1926–2018), Schriftsteller, 1948–1950 Studium der Germanistik, Musik- und Kunstwissenschaften an der Universität Rostock
- Ernst-Rüdiger Kiesow (1926–2003), Theologe, 1965–1991 Dozent bzw. ab 1967 Professor für Praktische Theologie, 1968 als Dekan Verweigerung seiner Unterschrift auf eine Zustimmungsadresse der Universität Rostock zur Besetzung der ČSSR durch Warschauer-Pakt-Truppen, 1994 Ehrensenator
- Werner Krenkel (1926–2015), Altphilologe, Ehrensenator der Universität Rostock
- Horst Pätzold (1926–2018), Agrarwissenschaftler, Ehrensenator der Universität Rostock
- Ernst-Albert Arndt (1927–2014), Meeresbiologe, ab 1951 Biologiestudium, 1959–1964 Dozent für Zoologie, 1964–1992 Professur für Meeresbiologie
- Ernst Augustin (1927–2019), Schriftsteller, Medizin-Studium 1947 bis 1950
- Arno Esch (1928–1951), Student der Rechtswissenschaft, als erklärter Gegner des Kommunismus zum Tode verurteilt; Gedenktafel im Foyer des Hauptgebäudes
- Eduard Hlawitschka (* 1928), Historiker und Mediävist, Studium in Rostock
- Welta Ehlert (* 1929), Sprachwissenschaftlerin und Übersetzerin, studierte in Rostock Slawistik
- Heino Falcke (* 1929), Theologe, Promotion und Habilitation an der Theologischen Fakultät
- Peter Heidrich (1929–2007), Theologe und Sprachwissenschaftler, 1949–1955 Studium der Evangelischen Theologie und orientalischer Sprachen in Rostock, 1990–1996 Professor für Religionsgeschichte
- Walter Kempowski (1929–2007), Schriftsteller, Honorarprofessor für Neuere Literatur- und Kulturgeschichte (nach 2003)
- Arno Semmel (1929–2010), Geograph, Geologe und Geomorphologe, Studium in Rostock
- Gerhard Buchführer (1930–2000), Honorarprofessor für Sozialistische Wirtschaftsführung
- Karl Hormann (1930–1995), Ingenieurwissenschaftler, Studium, Promotion, Habilitation, Professor für Regelungstechnik und Automatische Steuerung an der Technischen Fakultät
- Otto Neumeister (1930–1985), Maschinenbauingenieur, promovierte 1965 an der Universität Rostock und war Professor für Kolbenmaschinen an der IHS Warnemünde/Wustrow
- Hans Apel (1932–2011), Politiker, seit 1993 Honorarprofessor für Finanzpolitik an der Wirtschafts- und Sozialwissenschaftlichen Fakultät
- Gottfried Benad (1932–2024), Mediziner, Ehrensenator der Universität Rostock
- Norbert Makowski (1932–2016), Pflanzenbauwissenschaftler, 1953–1957 Studium der Landwirtschaft mit der Spezialisierung Agrikulturchemie in Rostock, 1957–1967 wiss. Mitarbeiter am Institut für Acker- und Pflanzenbau, 2008 Ehrenpromotion
- Heinz Penzlin (* 1932), Biologe, Studium, Promotion und Habilitation, Ehrendoktor der math.-naturwiss. Fakultät
- Sieghard Brandstäter (1933–1997), ordentlicher Professor für Fertigungsprozessgestaltung an der Hochschule für Seefahrt Warnemünde/Wustrow
- Renate Herrmann-Winter (* 1933), Sprachwissenschaftlerin, 1963 Promotion
- Helge Bei der Wieden (1934–2012), Pädagoge und Historiker, bis 1960 Studium der Geschichte, Deutsche und Skandinavische Philologie, Philosophie sowie Ur- und Frühgeschichte in Rostock, Göttingen und Freiburg, 1984 Neugründung Verein für mecklenburgische Geschichte und Altertumskunde
- Willy Bostelmann (1934–1969), Mediziner und Hochschullehrer
- Christian Bunners (1934–2024), Theologe und Musikwissenschaftler, bis 1958 Studium der Kirchenmusik, Theologie, Philosophie und Musikwissenschaft mit Abschluss Theologisches Diplom, 1962 Promotion
- Uwe Johnson (1934–1984), Schriftsteller, Germanistik-Studium 1952 bis 1954
- Heinz Börner (1935–2024), Mediziner und Hochschullehrer
- Horst Klinkmann (* 1935), Mediziner, ab 1971 Professor für Innere Medizin an der Universität Rostock, 1992 aus politischen Gründen („Funktionsträger in der DDR“) entlassen[3], 13 Ehrendoktortitel verschiedener internationaler Universitäten
- Gabriele Bockisch (1936–2012), Althistorikerin, 1987–1992 Hochschuldozentin für Klassische Philologie, 1993–2002 wiss. Mitarbeiterin
- Thomas Ammer (1937–2024), Historiker und DDR-Oppositioneller, Ehrenmitglied der Universität Rostock
- Joachim Hahne (* 1937), Maschinenbauingenieur, promovierte 1973 und habilitierte 1980 an der Universität Rostock und war Professor für Schiffssicherheit an der IHS und HfS Warnemünde/Wustrow
- Gerhard Maeß (1937–2016), Mathematiker, Ehrensenator Uni Rostock
- Gustav Burosch (1938–2022), Mathematiker und Leiter der DDR-Mannschaften bei den Internationalen Mathematik-Olympiaden
- Ulrich Voß (1938–2024), Schauspieler, 1956–1961 Studium der Romanistik und Klassischen Philologie
- Harald Ringstorff (1939–2020), Politiker, 1960–1965 Chemiestudium mit Abschluss Diplom, 1998–2008 Ministerpräsident des Landes Mecklenburg-Vorpommern
- Otto Emersleben (* 1940), Schriftsteller, Physikstudium in Rostock
- Joachim Gauck (* 1940), Deutscher Bundespräsident, Theologiestudium bis 1965, Ehrendoktor der Theologischen Fakultät
- Eike Lehmann (1940–2019), Schiffbauingenieur, 2004–2008 Vorsitzender des Universitätsrates der Universität Rostock, 1994 Ehrendoktor der Universität Rostock
- José Luis Encarnação (* 1941), Informatiker, Ehrendoktorwürde der Universität Rostock, Goldene Ehrennadel der Universität Rostock
- Gerd Poppe (1941–2025), Politiker und Bürgerrechtler, 1959–1964 Physikstudium
- Karla Staszak (* 1941), Politikerin, Studium der Germanistik, Latein und Geschichte an den Universitäten Rostock und Greifswald
- Dieter Brümmerhoff (1942–2022), Ökonom, von 1995 bis 2007 Inhaber des Lehrstuhls für Finanzwissenschaft des Instituts für Volkswirtschaftslehre
- Heinz Kindermann (* 1942), Politiker, 1959–1961 an der Arbeiter-und-Bauern-Fakultät Uni-Rostock mit Abschluss Abitur
- Fritz Tack (* 1942), Agrarwissenschaftler und Politiker, 1961–1967 Studium der Landwirtschaftswissenschaften, 1980–1992 Hochschullehrer für Technologie der landwirtschaftlichen Produktion, 1992–2006 Professur für Agrartechnik/Verfahrenstechnik der umweltgerechten Landbewirtschaftung
- Peter Ehlers (* 1943), Jurist, seit 1993 Vorstandsmitglied des Instituts für Seerecht und Umweltrecht der Juristischen Fakultät der Universität Rostock, 2007 Ehrendoktor der Universität Rostock
- Hinrich Kuessner (* 1943), Politiker, Theologiestudium
- Christoph Kleemann (1944–2015), Theologe und Politiker, 1962–1967 Studium Evangelische Theologie an der Universität Rostock, 1989 Mitglied Rostocker Neues Forum, 1989 Mitglied am Runden Tisch für die Stadt Rostock
- Christine Lucyga (* 1944), Literaturwissenschaftlerin und Politikerin, Studium der Slawistik-Hispanistik in Rostock, 1969 Diplom, 1980 Promotion, 1986 Universitätspreis der Universität Rostock, 1989 Mitglied im Neuen Forum Rostock
- Rainer Ortleb (* 1944), Informatiker und Politiker, 1984 Dozent, ab 1989 Professor für Informationsverarbeitungssysteme
- Wolfgang Müns (* 1945), Literaturwissenschaftler, Germanist und Historiker, 1965–1970 Studium der Germanistik, Geschichte, Pädagogik, Psychologie und Verlagswesen in Rostock und Leipzig
- Heinz Eggert (* 1946), Theologe und Politiker, 1969–1974 Theologiestudium
- Wolfgang Fennel (* 1947), Ozeanograph, Direktor des Instituts für Ostseeforschung
- Bernhard Lampe (1947–2017), 1965–1970 Mathematikstudium, Professor für Regelungstechnik am Institut für Automatisierungstechnik, erster Seniorprofessor der Universität
- Christoph Krummacher (* 1949), Kirchenmusiker und Theologe, 1991 Promotion
- Regine Marquardt (1949–2016), Theologin, Journalistin und Politikerin, 1968–1974 Studium der Theologie an der Universität Rostock mit Diplomabschluss
- Ulrich Adam (* 1950), Politiker, 1969–1973 Mathematikstudium
- Axel Erdmann (* 1950), Unternehmer und schwedischer Honorarkonsul in Mecklenburg-Vorpommern, bis 1972 Studium (sozialistischer) Betriebswirtschaft
- Klaus-Dieter Feige (* 1950), Politiker, 1969–1974 Mathematikstudium

### 1951 bis 2000

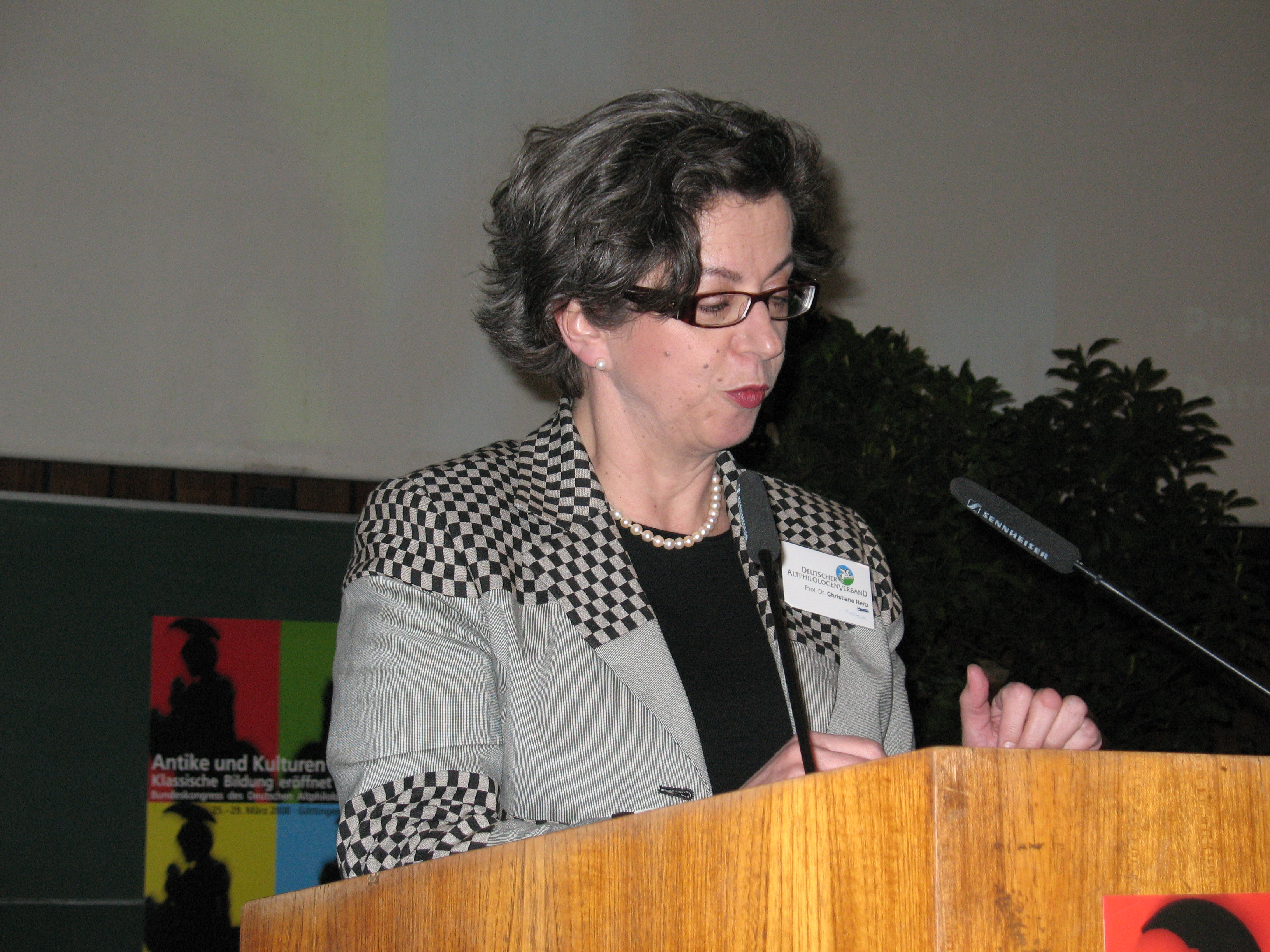
Christiane Reitz, Altphilologin, seit 2000 Professorin für Lateinische Philologie/Latinistik

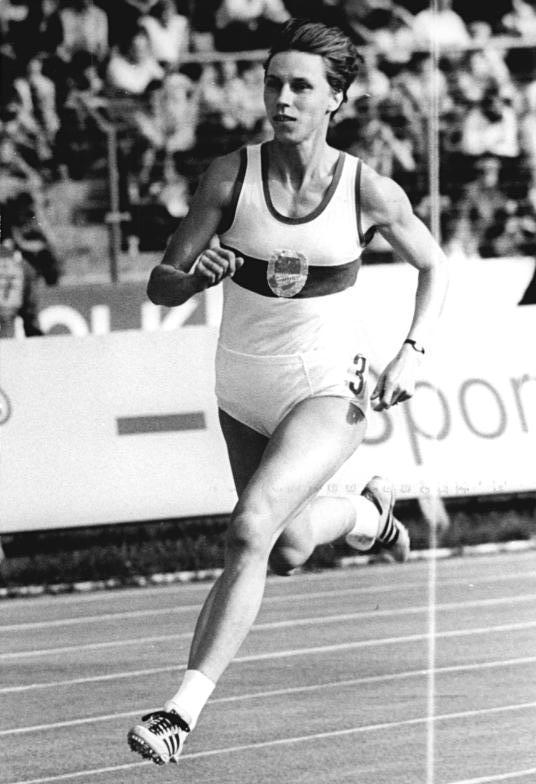
Marita Koch, Sportlerin, 1976–1989 Medizinstudium

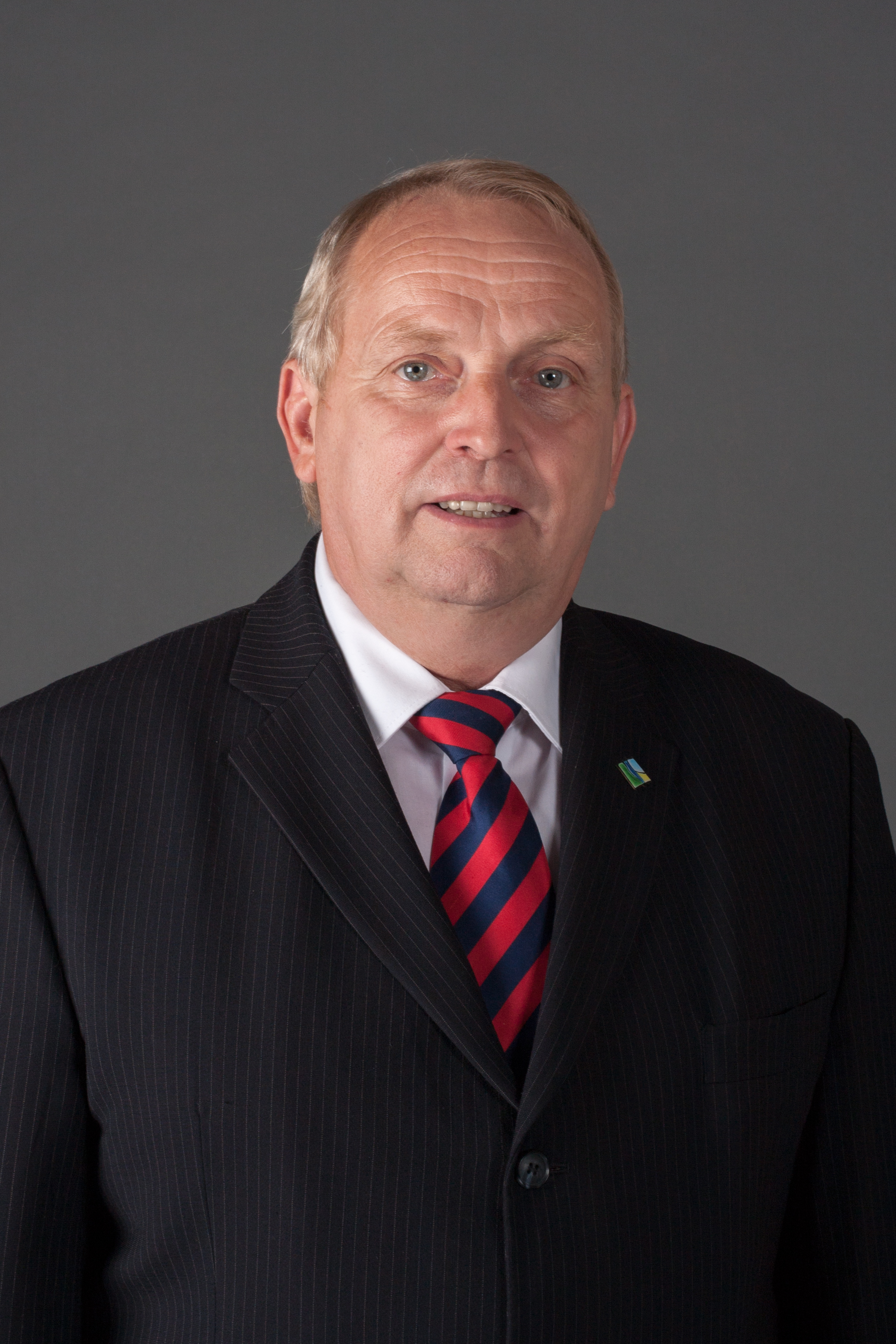
Till Backhaus, Politiker, 1980–1985 Studium der Pflanzenproduktion

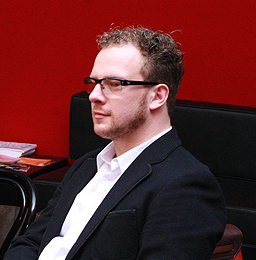
Steffen Bockhahn, Politiker, 2002–2007 Studium Politikwissenschaften

- Gunnar Nützmann (* 1951), Hydrologe, Mathematikstudium, 1973 Diplom
- Ulrich Schacht (1951–2018), Schriftsteller und Journalist, 1972 Theologiestudium
- Klaus-Michael Körner (1952–2022), Politiker, Theologiestudium, 1983 Promotion
- Karin Kraft (* 1952), Medizinerin, seit 2002 Professorin für Naturheilkunde
- Jutta Fischer (* 1952), Klassische Archäologin, seit 2008 Kustodin der Archäologischen Sammlung der Universität Rostock,
- Christiane Reitz (* 1953), Altphilologin, 2000–2019 Professorin für Lateinische Philologie/Latinistik, 2001–2007 Direktorin des Heinrich Schliemann-Instituts für Altertumswissenschaften
- Ria Beck (* 1953), Augenärztin, 1971–1976 Studium Humanmedizin in Rostock, seit 1993 Hochschullehrerin für Augenheilkunde, seit 2004 Stellvertretende Klinikdirektorin der Universitäts-Augenklinik
- Karl-Heinz Schröter (* 1954), Politiker, 1975–1980 Studium mit Abschluss Diplom-Ingenieur für Landtechnik
- Roland Methling (* 1954), Kommunalpolitiker, 1972–1976 Studium der Technischen Kybernetik und Automatisierungstechnik mit Abschluss als Diplomingenieur
- Harald Terpe (* 1954), Mediziner und Politiker, 1976–1982 Medizinstudium mit Abschluss Diplom-Mediziner
- Jürgen Roßmann (* 1954), Mathematiker, seit 1997 außerplanmäßiger Professor für partielle Differentialgleichungen
- Thomas Gerber (* 1954), Physiker und Unternehmer, 1992–2020 Professor für Nanotechnologie, zuvor wissenschaftlicher Mitarbeiter
- Sigrid Mratschek (* 1955), Althistorikerin, 2002–2004 Privatdozentin für Alte Geschichte, seit 2004 Professorin für Alte Geschichte
- Petra Ewald (* 1955), Sprachwissenschaftlerin, Studium der Germanistik und Anglistik in Rostock, 1982 Promotion, seit 1993 Hochschullehrerin für Deutsche Sprache der Gegenwart
- Stefanie Wolf (* 1955), Politikerin, studierte Tierzucht in Rostock mit Abschluss als Diplom-Agraringenieurin
- Michael Buddrus (* 1957), Historiker, 1978–1983 Geschichtsstudium, 1985–1988 Aspirant an der Universität Rostock, 1989 Promotion
- Marita Koch (* 1957), Sportlerin, 1976–1989 Medizinstudium (abgebrochen)
- Ronald Redmer (* 1958), Physiker, Professor für statistische Physik
- Gustav Steinhoff (* 1958), Mediziner und Vertreter Stammzellforschung, seit 2000 Professor für Herzchirurgie und Direktor der Klinik und Poliklinik für Herzchirurgie an der Universität Rostock
- Sabine Ebert (* 1958), Journalistin und Romanautorin, Studium der Lateinamerika- und Sprachwissenschaften in Rostock
- Detlev Wannagat (* 1958), Klassischer Archäologe, seit 2006 Professor für Klassische Archäologie, seit 2006 Leiter Archäologische Sammlung Universität Rostock
- Till Backhaus (* 1959), Politiker, 1980–1985 Studium der Pflanzenproduktion mit Abschluss Diplom-Agraringenieur
- Hans Burchard (* 1959), Professor für Physikalische Ozeanographie am Leibniz-Institut für Ostseeforschung
- Heidi Reinholz (* 1959), Physikerin, 1978–1983 Diplomstudium Physik in Rostock, 1990 Promotion, seit 1993 wissenschaftliche Mitarbeiterin am Institut für Physik
- Thomas Beyer (* 1960), Politiker, Theologiestudium in Rostock, seit 2010 Bürgermeister der Hansestadt Wismar
- Andreas Frahm (* 1960), Techniker, Forschungstaucher und Erfinder, besitzt seit 1995 einen Lehrauftrag für Forschungstauchen an der Universität
- Petra Uhlmann (* 1960), Politikerin, Studium Pflanzenproduktion an der Universität Rostock mit Abschluss Promotion, 1990–1993 erste Umweltministerin von Mecklenburg-Vorpommern
- Andreas von Maltzahn (* 1961), Bischof der Evangelisch-Lutherischen Kirche in Norddeutschland, 1982–1987 Theologiestudium in Rostock und Berlin
- Mai-Phuong Kollath (* 1963), Integrationspolitikerin, 1999–2005 Studium Erziehungswissenschaften an der Universität Rostock
- Sibylle Günter (* 1964), theoretische Physikerin, 1982–1987 Physikstudium Universität Rostock mit Abschluss Diplom, 1990 Promotion, 1990–1996 Wissenschaftliche Mitarbeiterin, 1996 Habilitation, von 2001 bis 2006 apl. Professorin für Theoretische Physik in Rostock
- Ulrike von Hirschhausen (* 1964), Historikerin, seit 2010 Professorin für Europäische und Neueste Geschichte
- Hanno Krause (* 1964), Bürgermeister von Kaltenkirchen, 1995–2000 Studium der Agrarwissenschaften, 2000–2001 Studium der Betriebswirtschaft
- Silke Möller (* 1964), Sportlerin und Pädagogin, Studium Geschichtswissenschaften
- Gerlind Plonka-Hoch (* 1966), Mathematikerin und Hochschullehrerin (1993 Promotion, 1995 Habilitation an UR)
- Heike Trappe (* 1966), Soziologin, seit 2007 Professorin für Soziologie mit dem Schwerpunkt Familiendemographie
- Sylvia Speller (* 1967), Physikerin, seit 2012 Professorin für Oberflächen- und Grenzflächenphysik an der Mathematisch-Naturwissenschaftlichen Fakultät und die erste Frau mit dieser Professur an der Universität Rostock
- Annetta Alexandridis (* 1968), Klassische Archäologin, 1999–2005 wiss. Mitarbeiterin Heinrich-Schliemann-Institut für Altertumswissenschaften
- Dieter Bauer (* 1968), Physiker, seit 2009 Professor für theoretische Physik, Quantentheorie und Vielteilchensysteme
- Alke Martens (* 1970), Informatikerin, 2007–2011 Juniorprofessorin für e-Learning und kognitive Systeme, seit 2013 Professorin für Praktische Informatik
- Dirk Grabow (* 1971), Fußballfunktionär, 1990–1996 Studium Wirtschaftsingenieurwesen mit Abschluss Diplom
- Peggy Büchse (* 1972), Langstreckenschwimmerin, 1994–2003 Studium Sportwissenschaft und Erziehungswissenschaft mit Magisterabschluss sowie Englisch ohne Abschluss
- Michael Dreher (* 1973), seit 2017 W2-Professor für Analysis-Differentialgleichungen an der Universität Rostock
- Stefanie Drese (* 1976), Juristin und Politikerin, 1995–2000 Jurastudium in Rostock
- Holger Ellers (* 1976), Jurist und Schachspieler, Jurastudium in Rostock
- Mathias Brodkorb (* 1977), Politiker, 1997–2005 Studium Philosophie und Altgriechisch mit Abschluss Magister
- Steffen Bockhahn (* 1978), Politiker, 2002–2007 Studium Politikwissenschaften mit Abschluss Master of Arts
- Britta Kamrau (* 1979), Juristin und Sportlerin, Studium der Rechtswissenschaften in Rostock
- Alexander Szameit (* 1979), Physiker, seit 2016 Professor für Experimentelle Festkörperphysik
- Dirk Stamer (* 1980), Politiker und Wirtschaftsinformatiker, 2001–2008 Studium mit Abschluss Diplom-Wirtschaftsinformatiker, 2011–2016 Wissenschaftlicher Mitarbeiter
- Johannes Saalfeld (* 1982), Politiker, Studium Politikwissenschaft, Soziologie und Öffentliches Recht, 2006–2008 Studentischer Prorektor
- Daniel Stähr (* 1990), Ökonom, Studium der Volkswirtschaftslehre mit Magisterabschluss 2016
- Daniel Fiß (* 1992), Politikwissenschaftler und Grafikdesigner